# Villes et Pays d'art et d'histoire

Logo actuel du label (depuis 2015).

Villes et Pays d'art et d'histoire (VPAH) est un label officiel français attribué depuis 1985 par le ministère de la Culture à des communes ou regroupements de communes de France qui s'engagent dans une politique d'animation et de valorisation de leurs patrimoines bâti (religieux, industriel, civil...), naturel et immatériel, ainsi que de l'architecture et du paysage. Ce label succède à l'appellation « Ville d'art », disparue en 2005.
En 2025, un peu plus de 200 territoires français détiennent un label Ville d'art et d'histoire (communes) ou Pays d'art et d'histoire (intercommunalités).

## Principe

Ancien logo (jusqu'en 2015).

À la fois, l'obtention du label constitue la reconnaissance d'un territoire, et engage ce dernier à mettre en place des actions et produire des résultats.

### Engagements requis
Les collectivités disposant du label s’engagent dans un programme d’actions dont les objectifs sont :
- la présentation du patrimoine dans toutes ses composantes y compris le matrimoine[1] ;
- la sensibilisation des habitants à leur environnement ;
- l’accueil du public touristique ;
- l’initiation du jeune public à l’architecture et à l’urbanisme ;
- la communication et la promotion du patrimoine à l’intention d’un public diversifié ;
- la mise en œuvre d’un programme grâce à un personnel qualifié (animateur de l'architecture et du patrimoine, guides conférenciers agréés) ;
- le développement des actions de formations à l’intention du personnel municipal.

Pour cela, l’outil de référence à mettre en place est le Centre d'interprétation de l'architecture et du patrimoine (CIAP) qui présente de manière didactique l’architecture et le patrimoine de la ville ou du pays. Il s’agit aussi d’en faire un véritable lieu d’accueil des visiteurs, lieu de ressources et de débat pour la population mais aussi pour les touristes.
Ces engagements sont fixés par une convention élaborée avec la direction générale des patrimoines du ministère de la Culture et de la Communication, les directions régionales des affaires culturelles (DRAC) et les collectivités concernées. Cette convention implique un soutien financier et technique de la part du ministère et comporte l’obligation, pour les collectivités, de recourir à un personnel qualifié et agréé par le ministère (guide-conférencier et animateur du patrimoine). Une fois signée, la convention est valable dix ans, et renouvelable.

### Suivi et encadrement du label
Le conseil national des villes et pays d’art et d’histoire (CNVPAH), placé auprès du ministre de la culture et de la communication, est créé le 5 mai 1995 après transfert de la compétence sur le label de la Caisse nationale des monuments historiques à la direction du patrimoine. Il participe au développement et à l’orientation générale de la politique du réseau et émet un avis sur les candidatures au label ainsi que les retraits pour non-respect du cadre établi par la convention. Le conseil comprend : 
- des membres de droit : le directeur général des patrimoines et de l'architecture, le secrétaire général du ministère de la culture ; le président de l'Association des directeurs régionaux des affaires culturelles ; le président de l'Association nationale des architectes des Bâtiments de France ;
- douze membres nommés par arrêté du ministre chargé de la culture[3].

Les DRAC assurent la mise en œuvre de la politique du réseau sur le plan régional. Elles veillent à la pertinence du projet et à son intégration dans le paysage culturel de la région en étant les interlocuteurs privilégiés des villes et pays pour l’instruction et le suivi des dossiers. 

### Démarche de candidature
Une candidature au label aboutit généralement après un long temps de préparation, qui dure en moyenne de 2 à 5 ans.
Depuis 2020, ce sont les DRAC, précisément les commissions régionales du patrimoine et de l'architecture, qui examinent les candidatures, et non plus le CNVPAH.

## Histoire
Le label Villes et Pays d'art et d'histoire est issu en 1985 de la refonte d'un premier dispositif, « Villes d'art », initié en 1965 par la Caisse nationale des Monuments historiques et des Sites (devenue en 2000 le Centre des monuments nationaux).
La mutation du premier label résulte des conclusion du rapport Pour une nouvelle politique du patrimoine, rédigé en 1982 par Max Querrien pour le ministère de la Culture, qui plaide pour la mise en œuvre d'une véritable stratégie de connaissance, et de conservation et de médiation du patrimoine, à destination de tous les publics,.

## Liste des Villes et Pays d'art et d'histoire

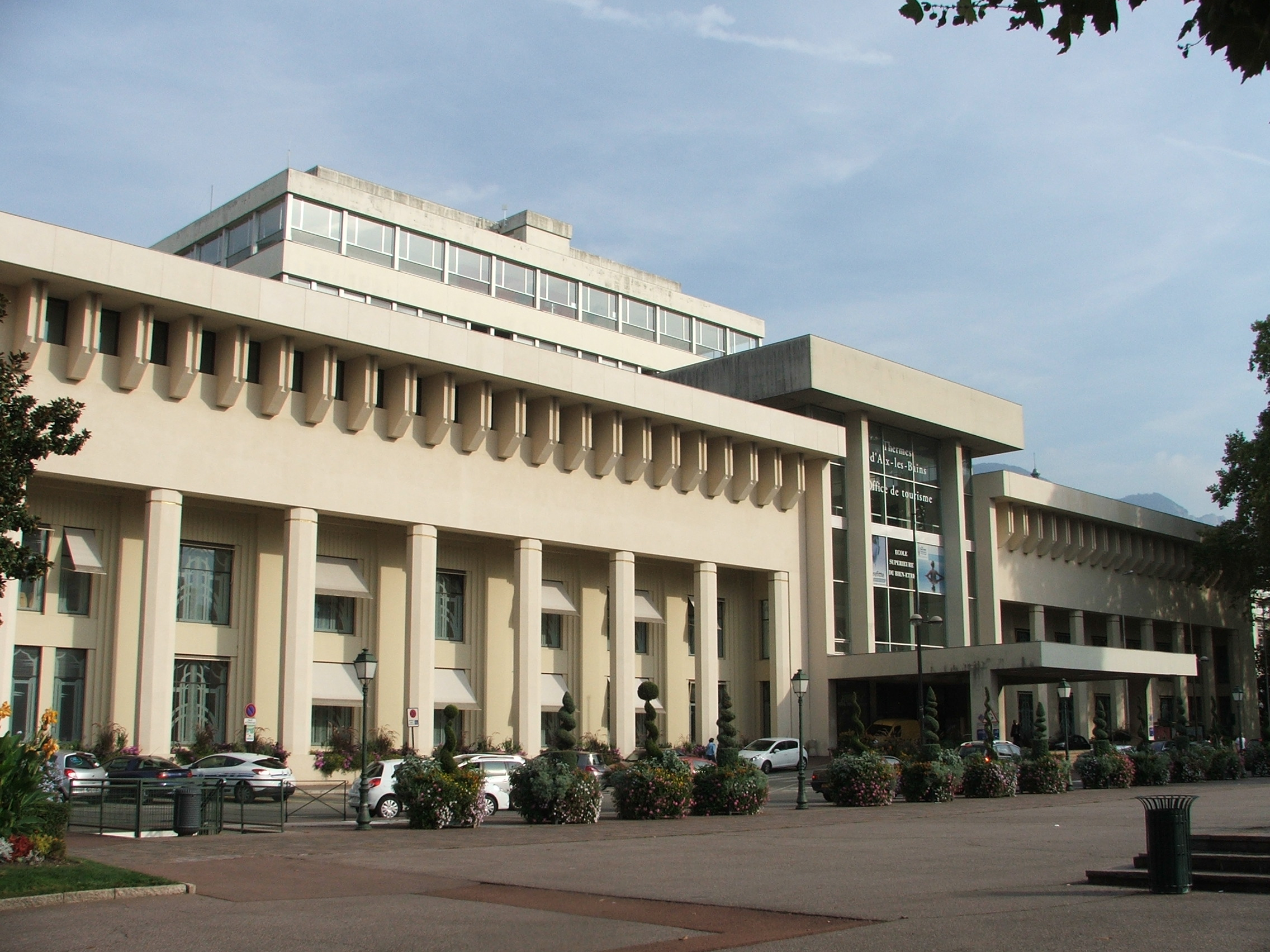
Les thermes nationaux d'Aix-les-Bains vus depuis la place Maurice-Mollard.

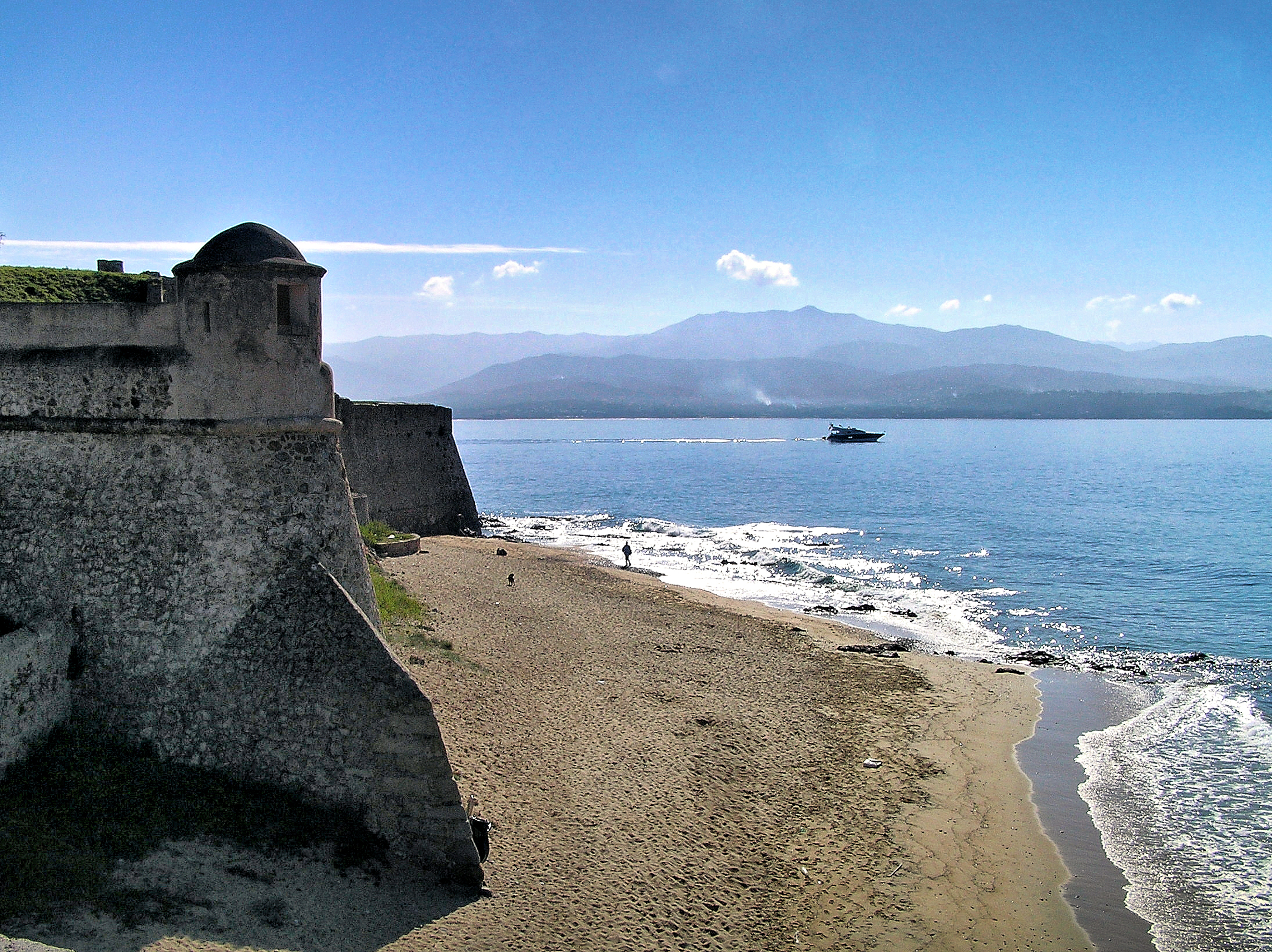
Vue de la citadelle d'Ajaccio.

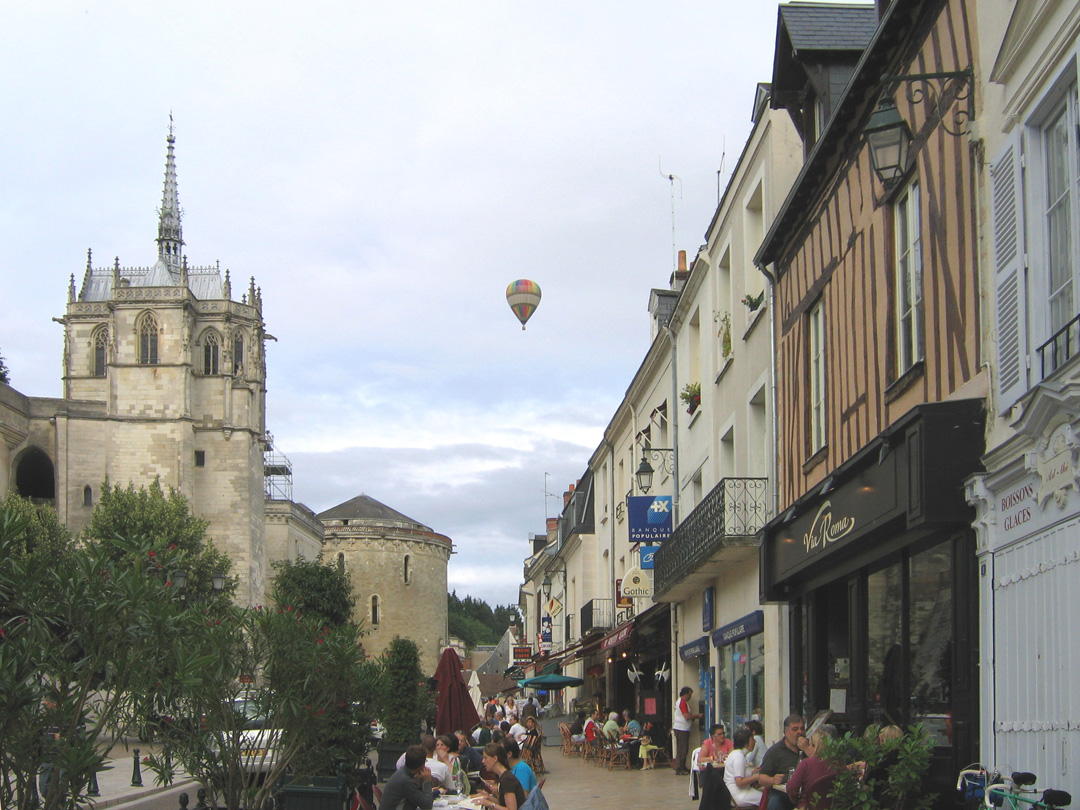
Amboise.

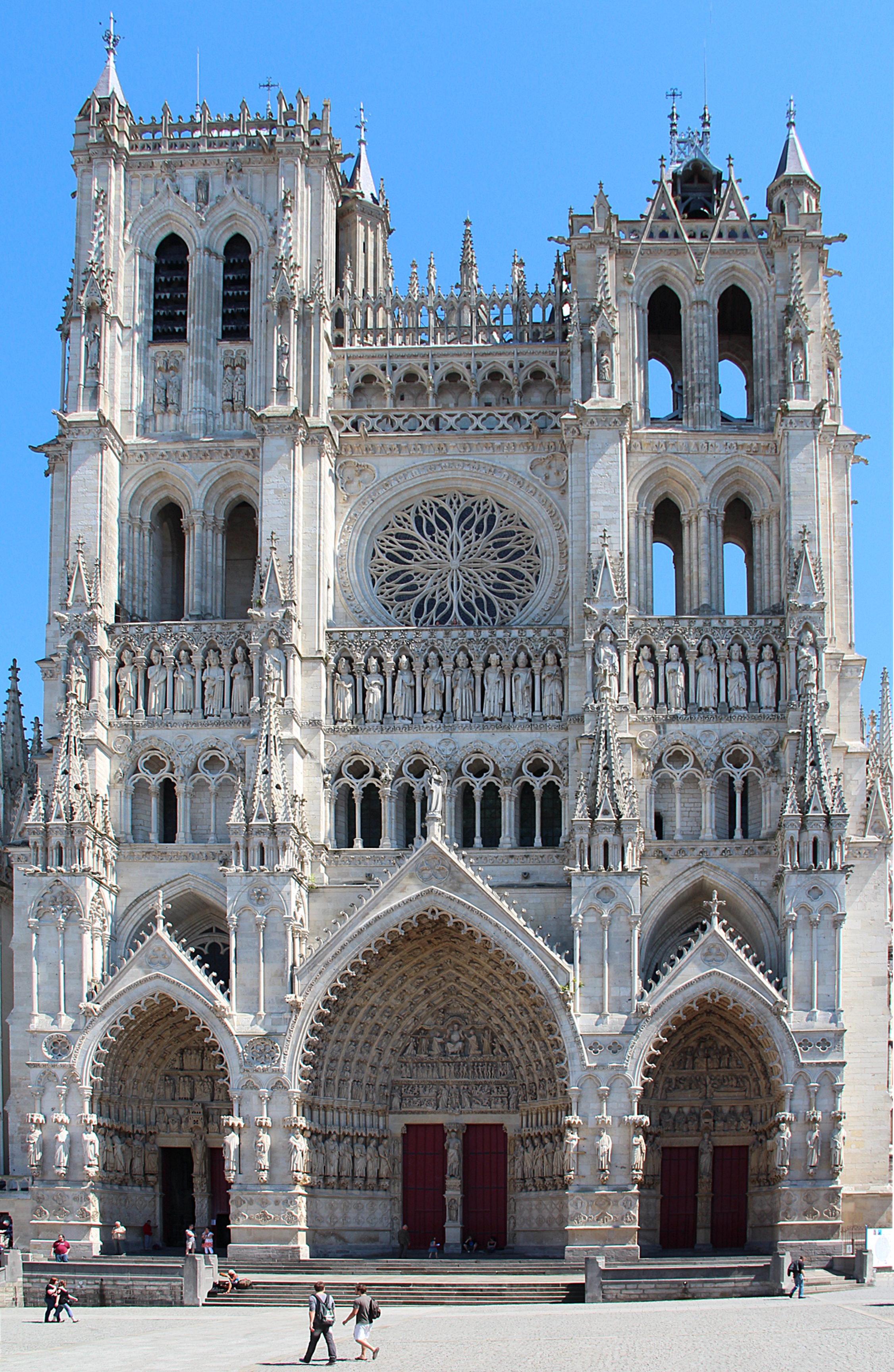
Amiens, cathédrale Notre-Dame.

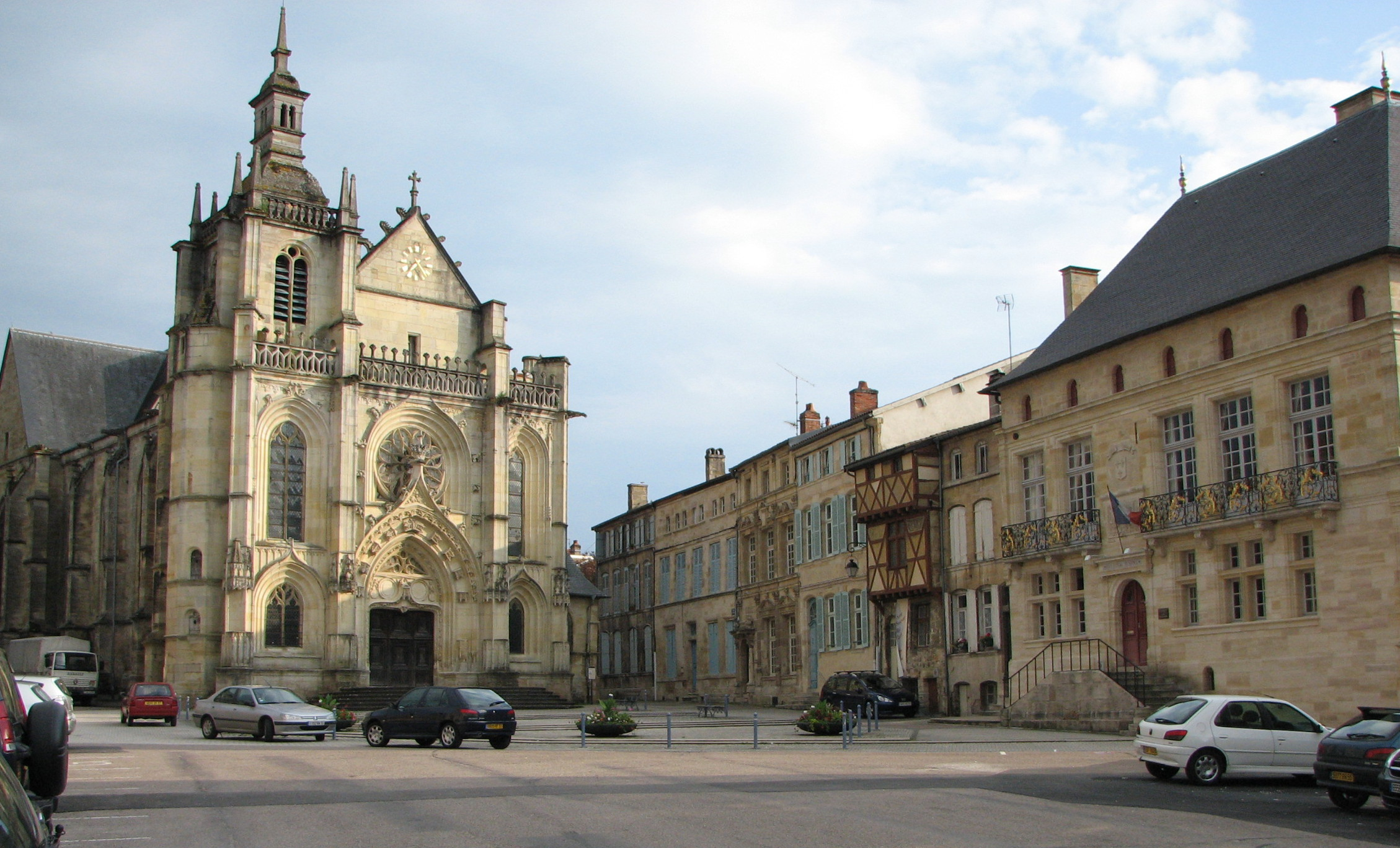
Bar-le-Duc.

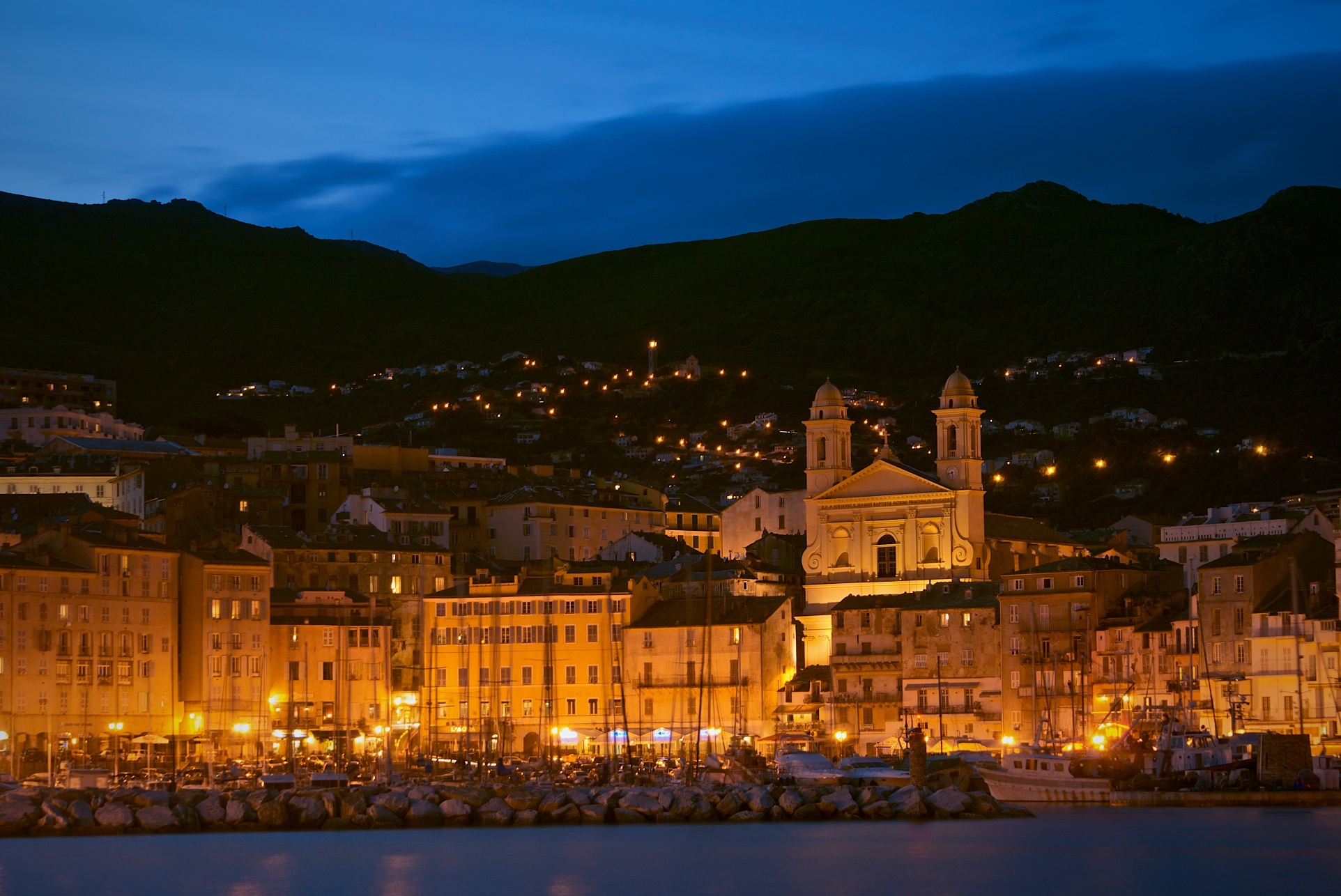
Le Vieux-Port de Bastia.

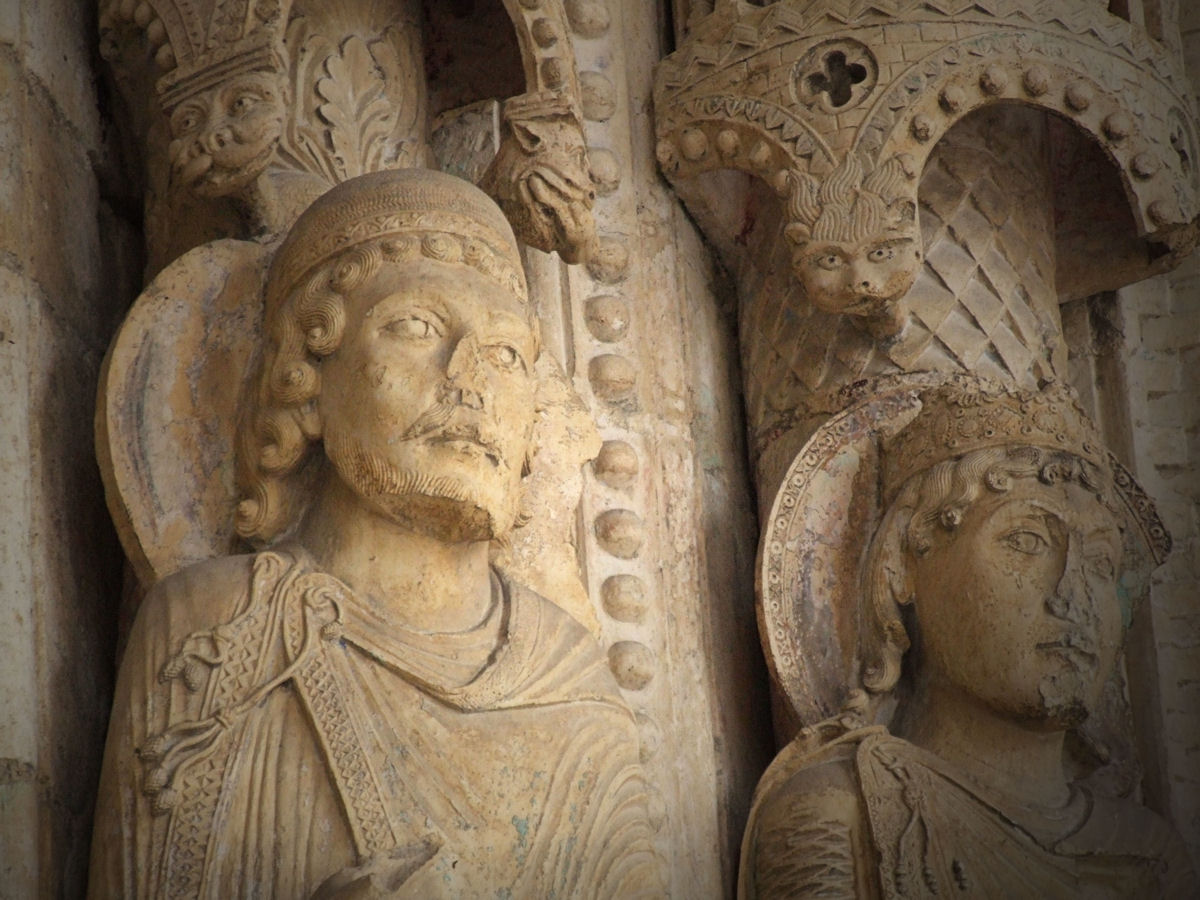
La cathédrale Saint-Étienne de Bourges.

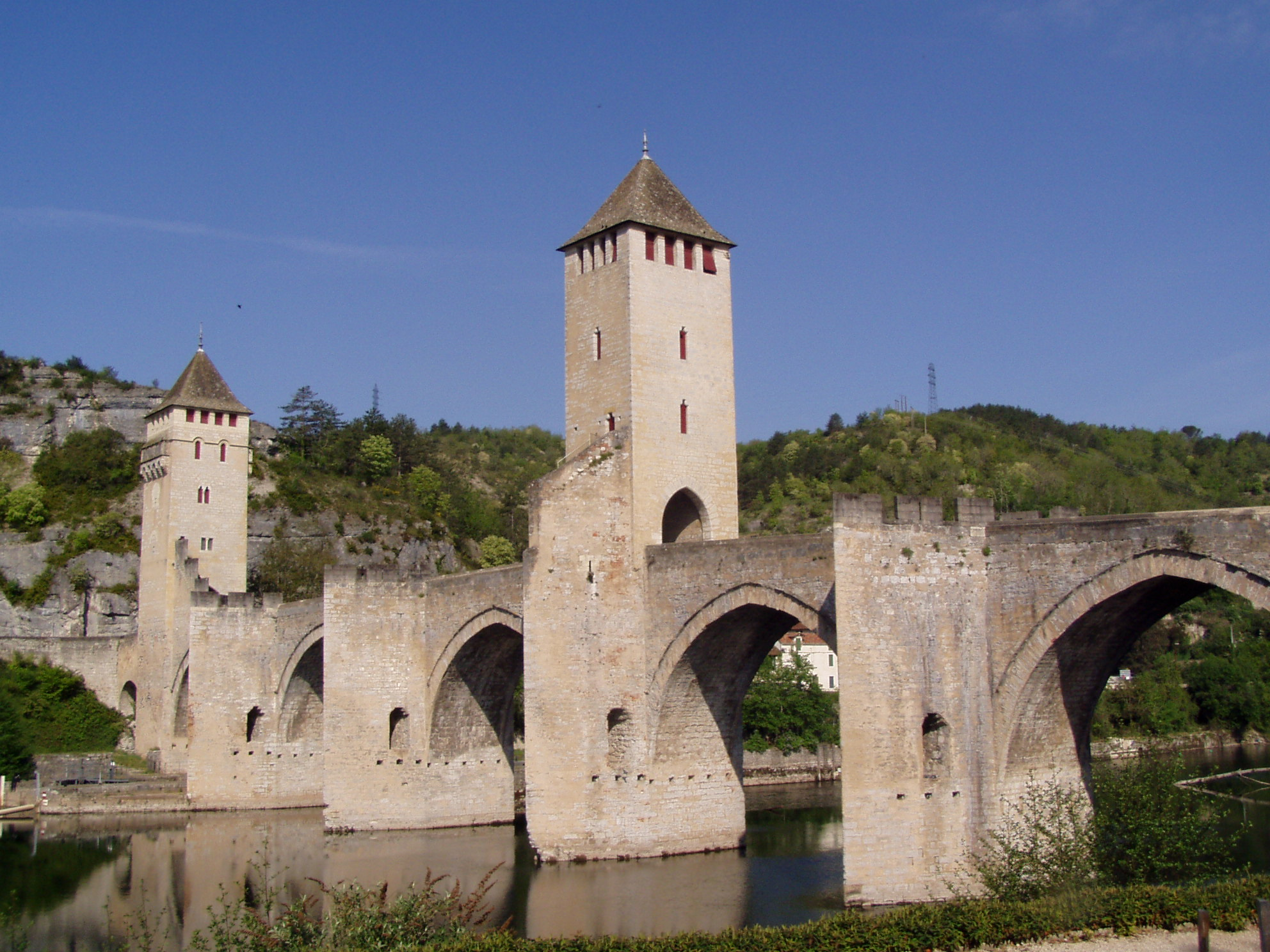
Cahors.

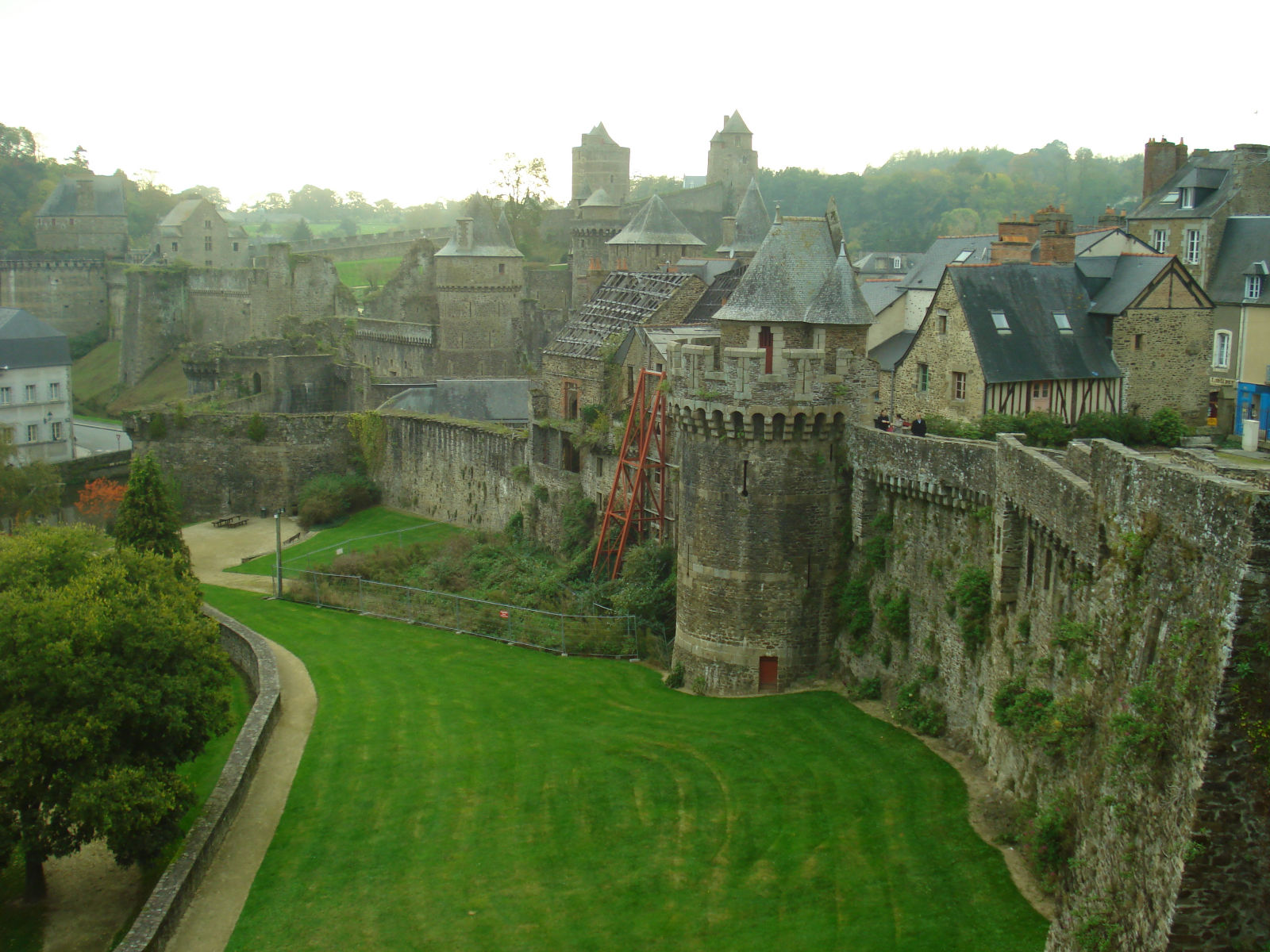
Fougères, rempart.

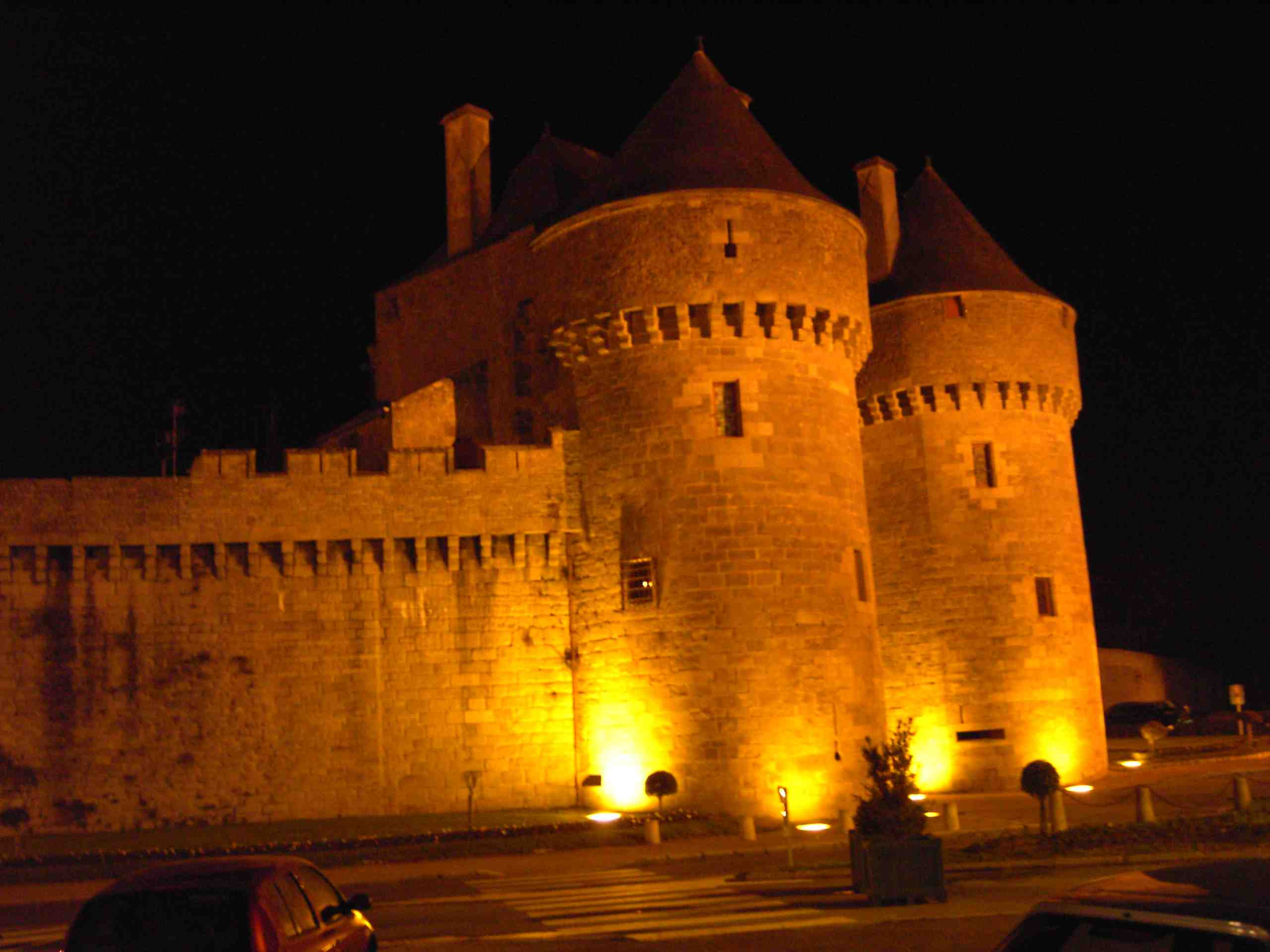
Cité médiévale de Guérande.

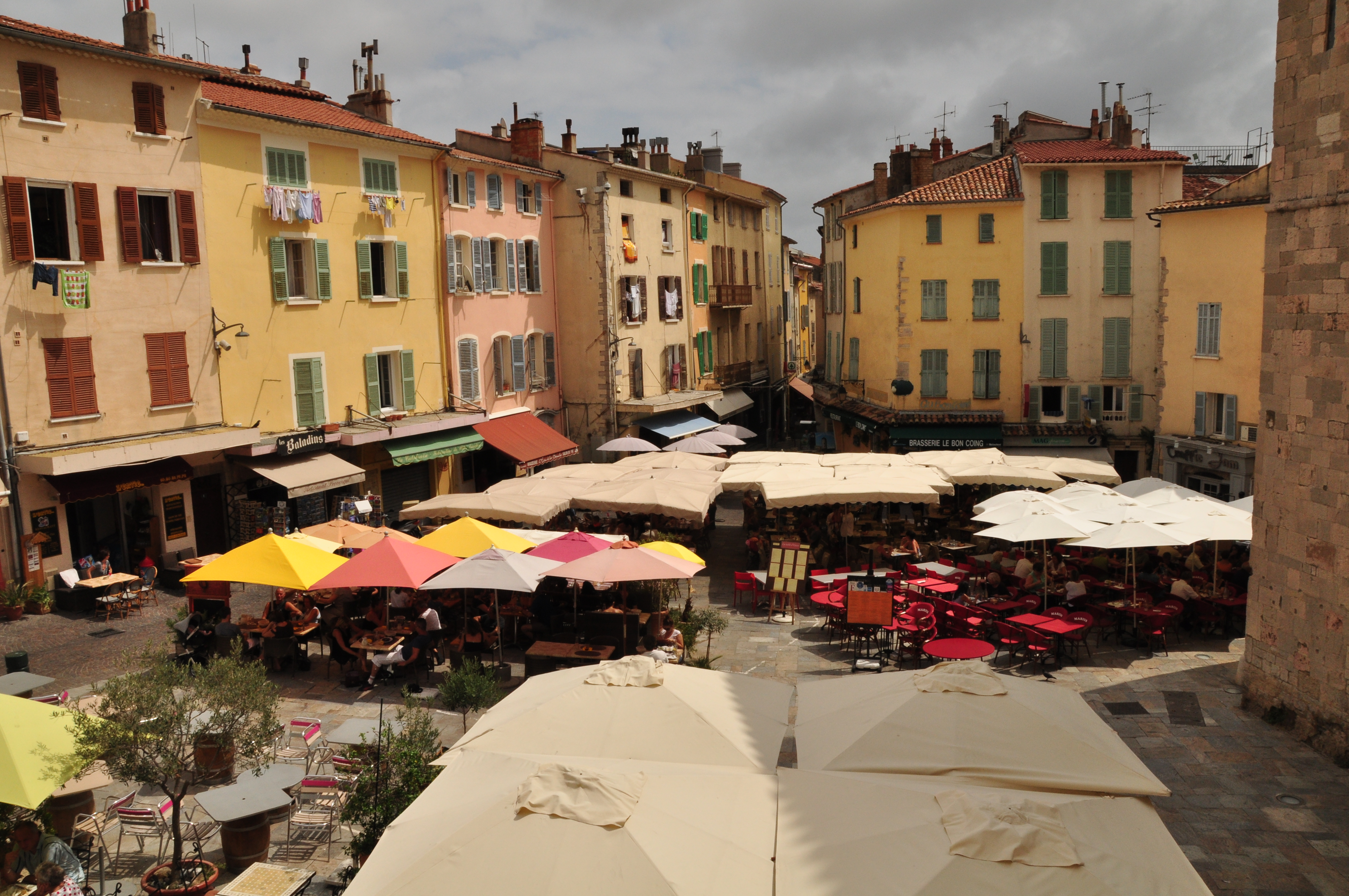
La place Massillon à Hyères.

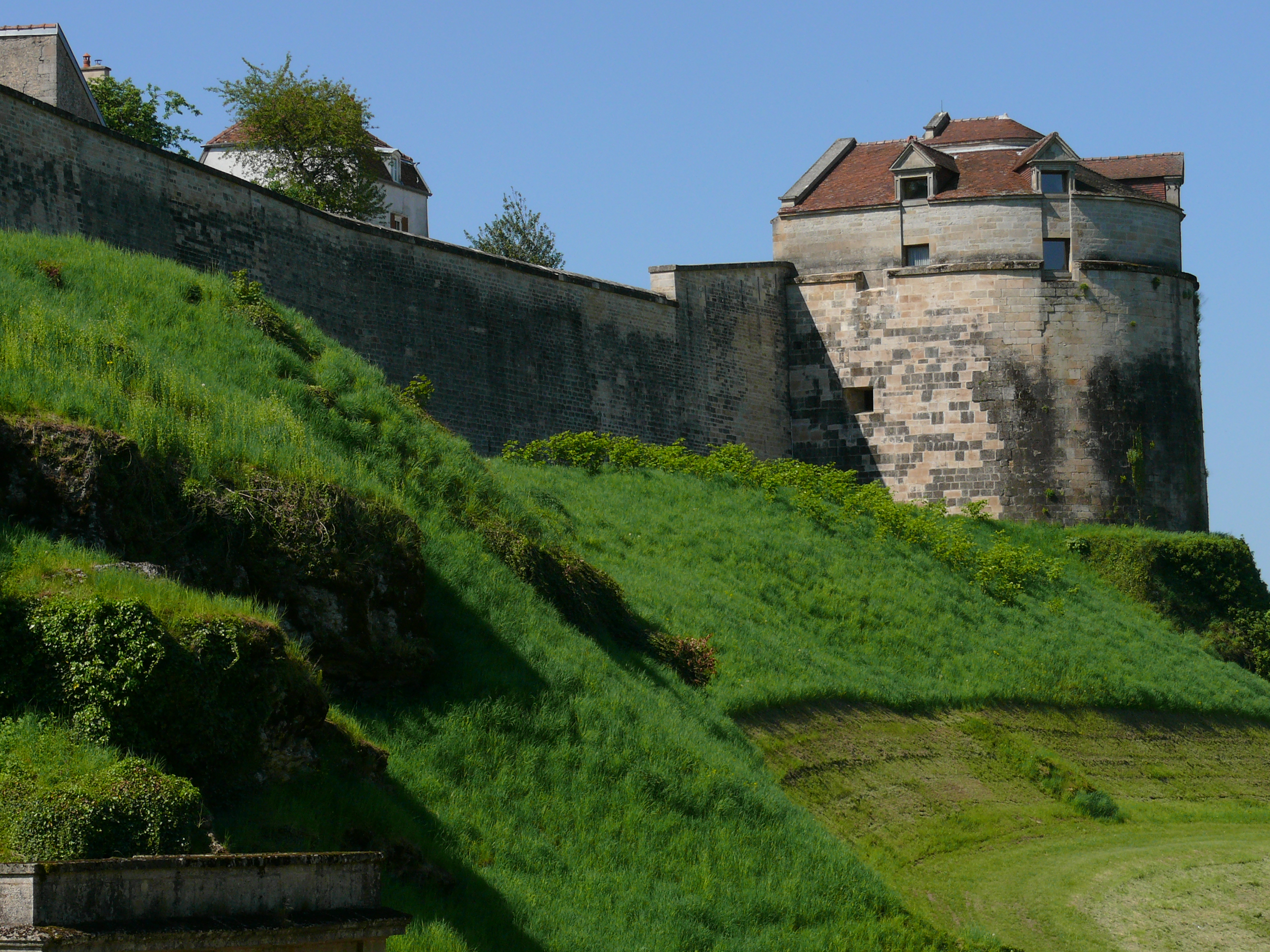
Langres.

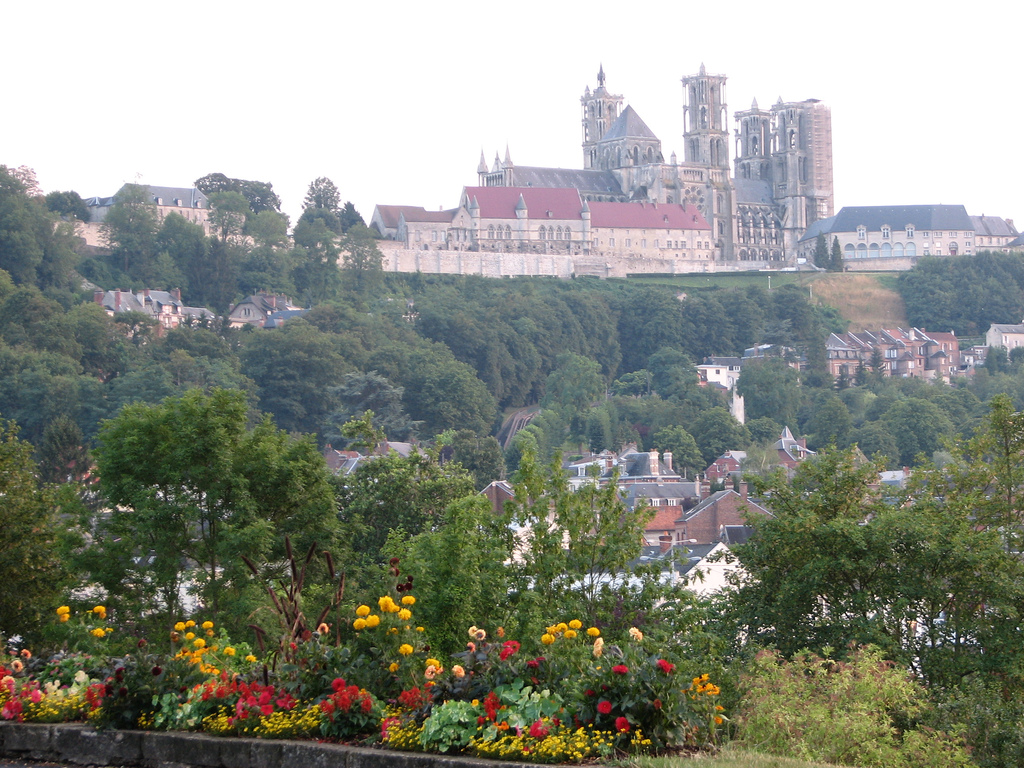
Laon, la cathédrale vue du nord de la ville.

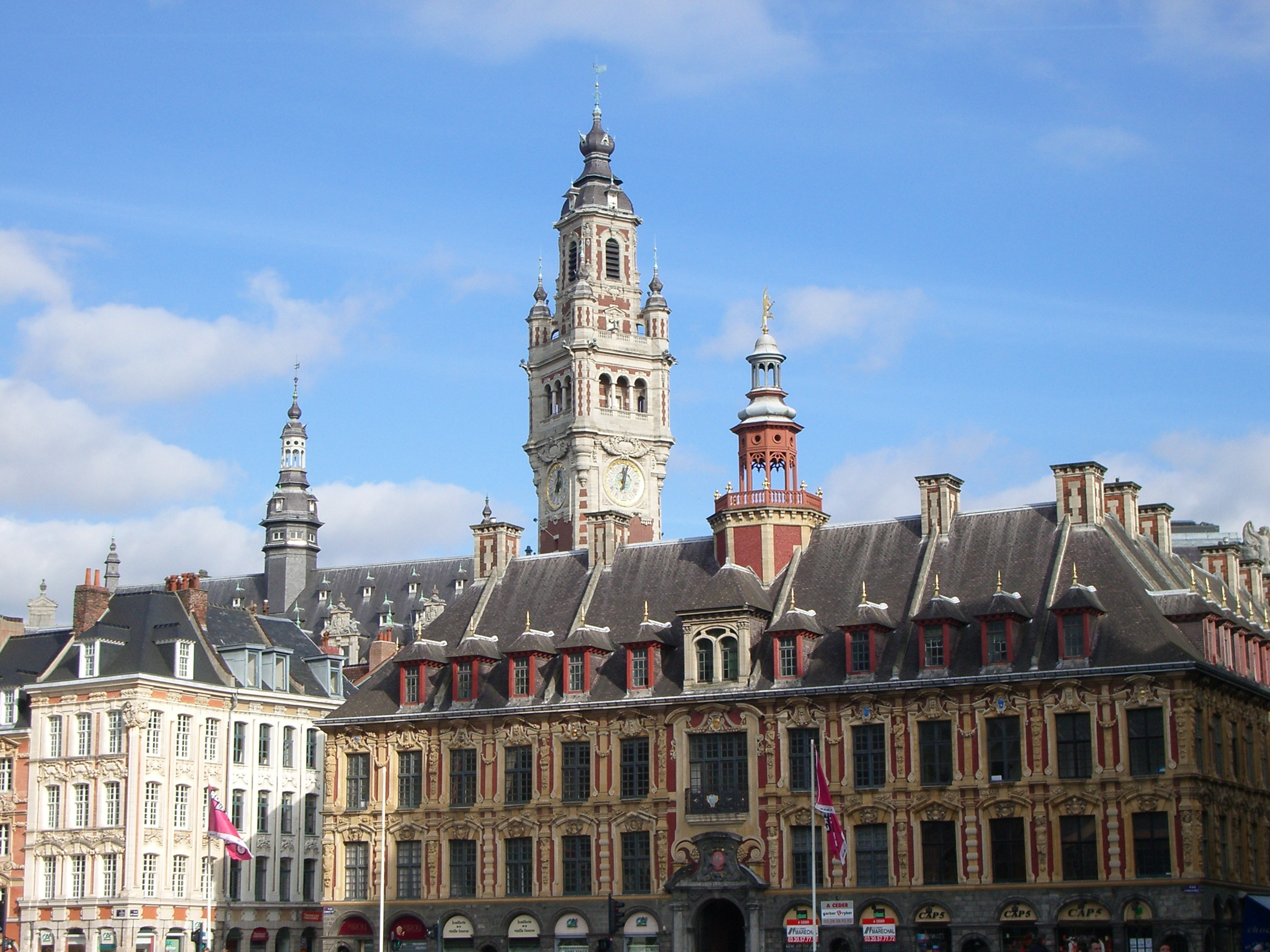
Lille.

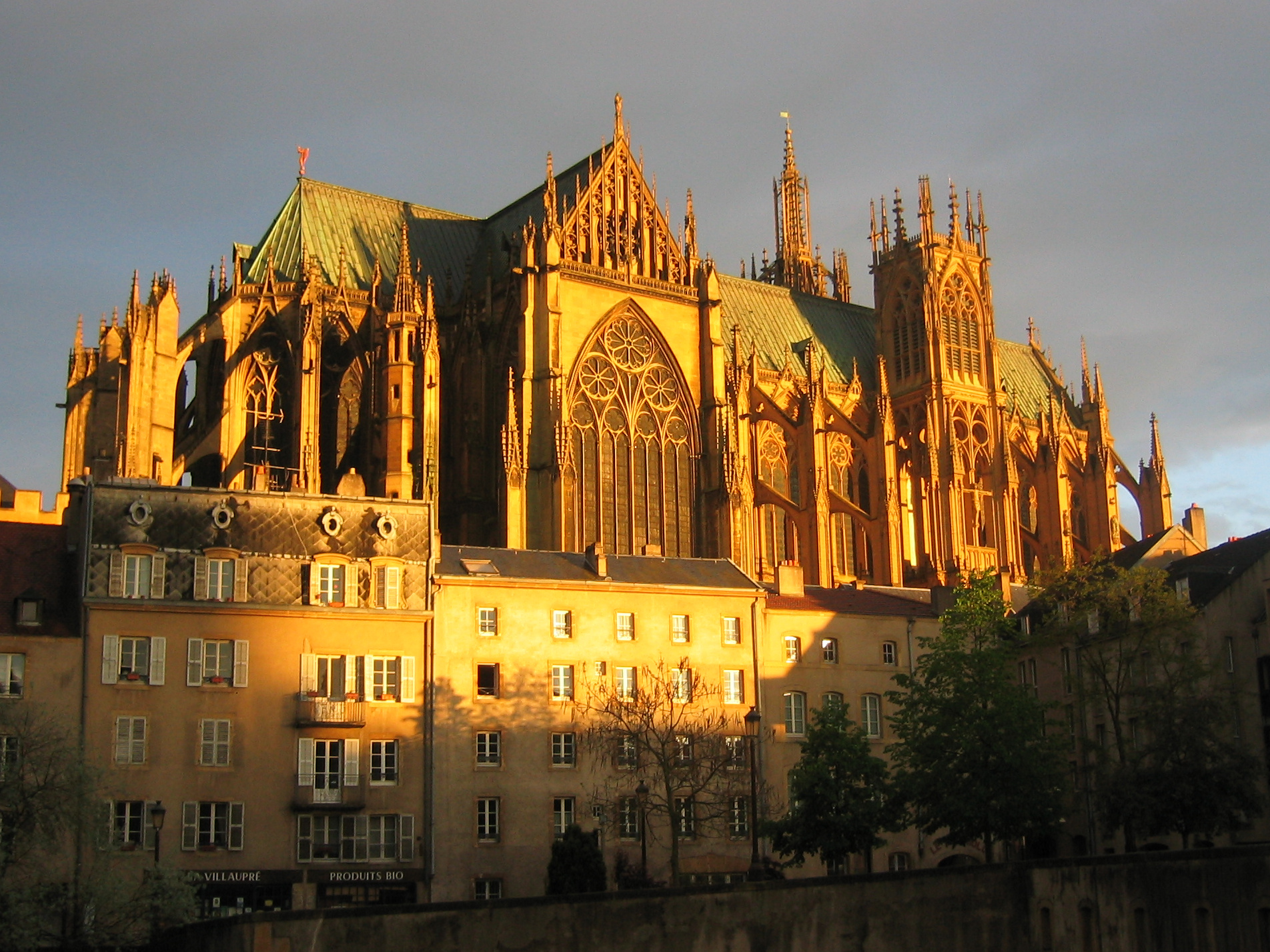
Metz.

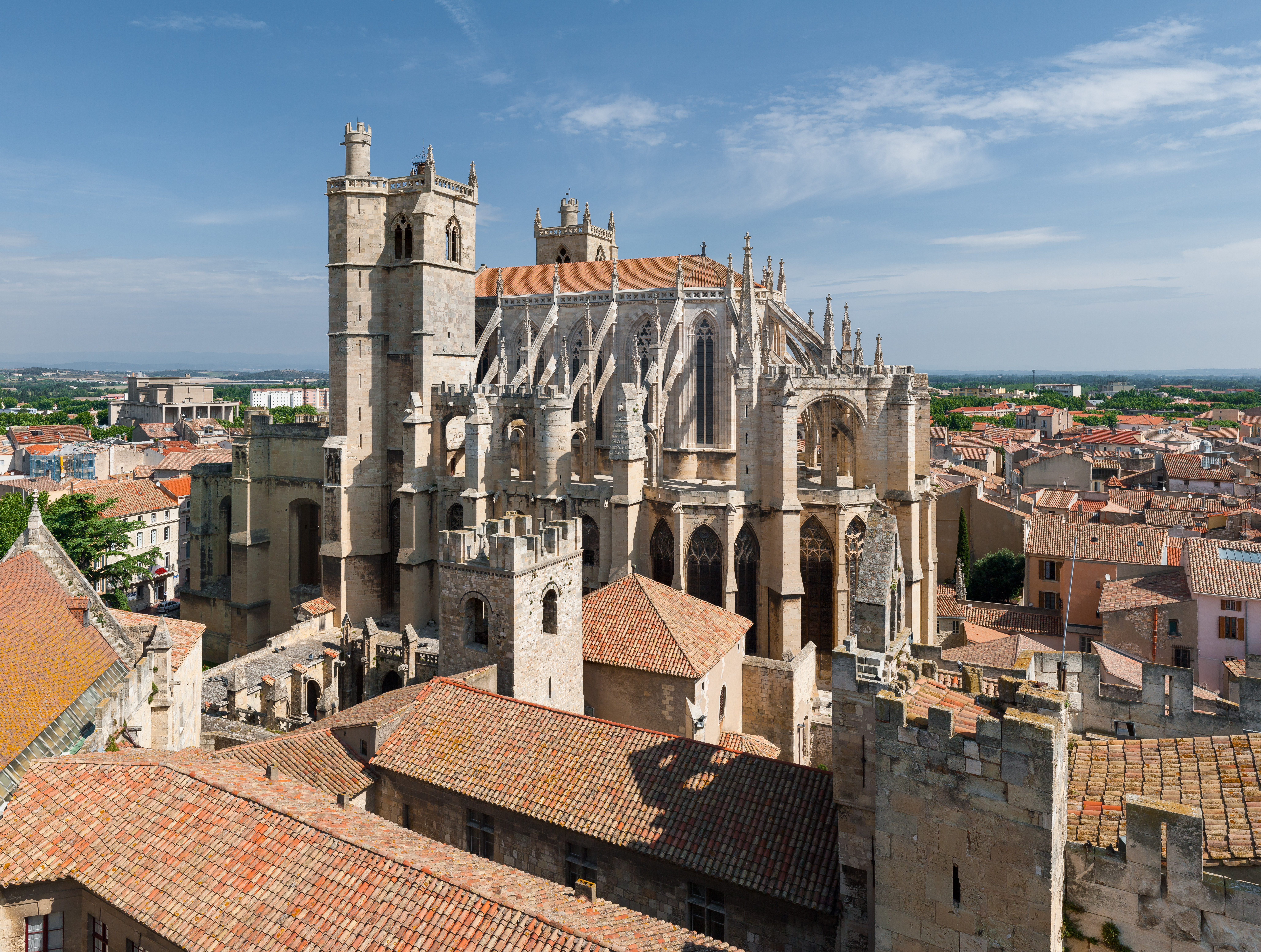
Cathédrale de Narbonne.

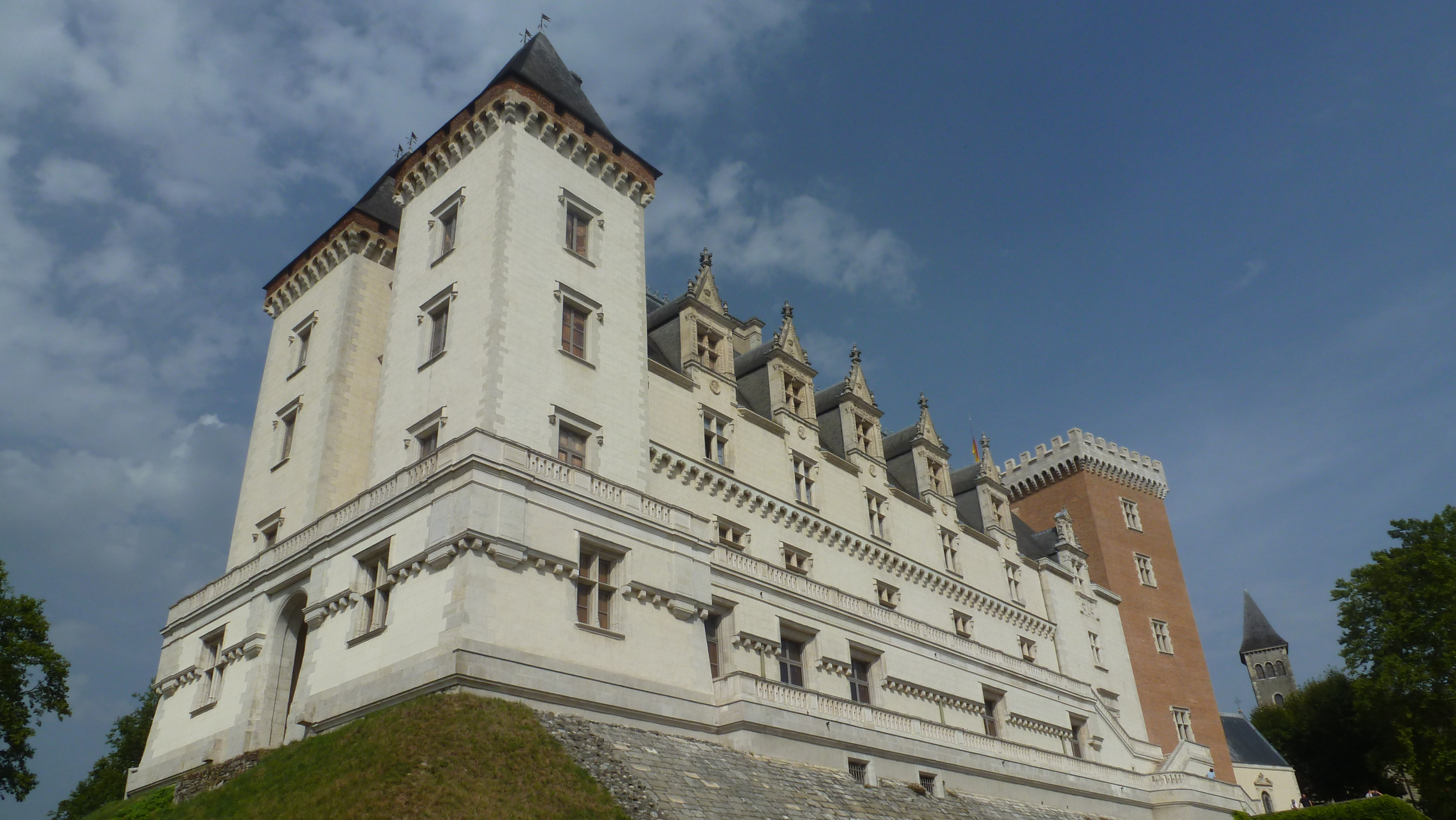
Château de Pau.

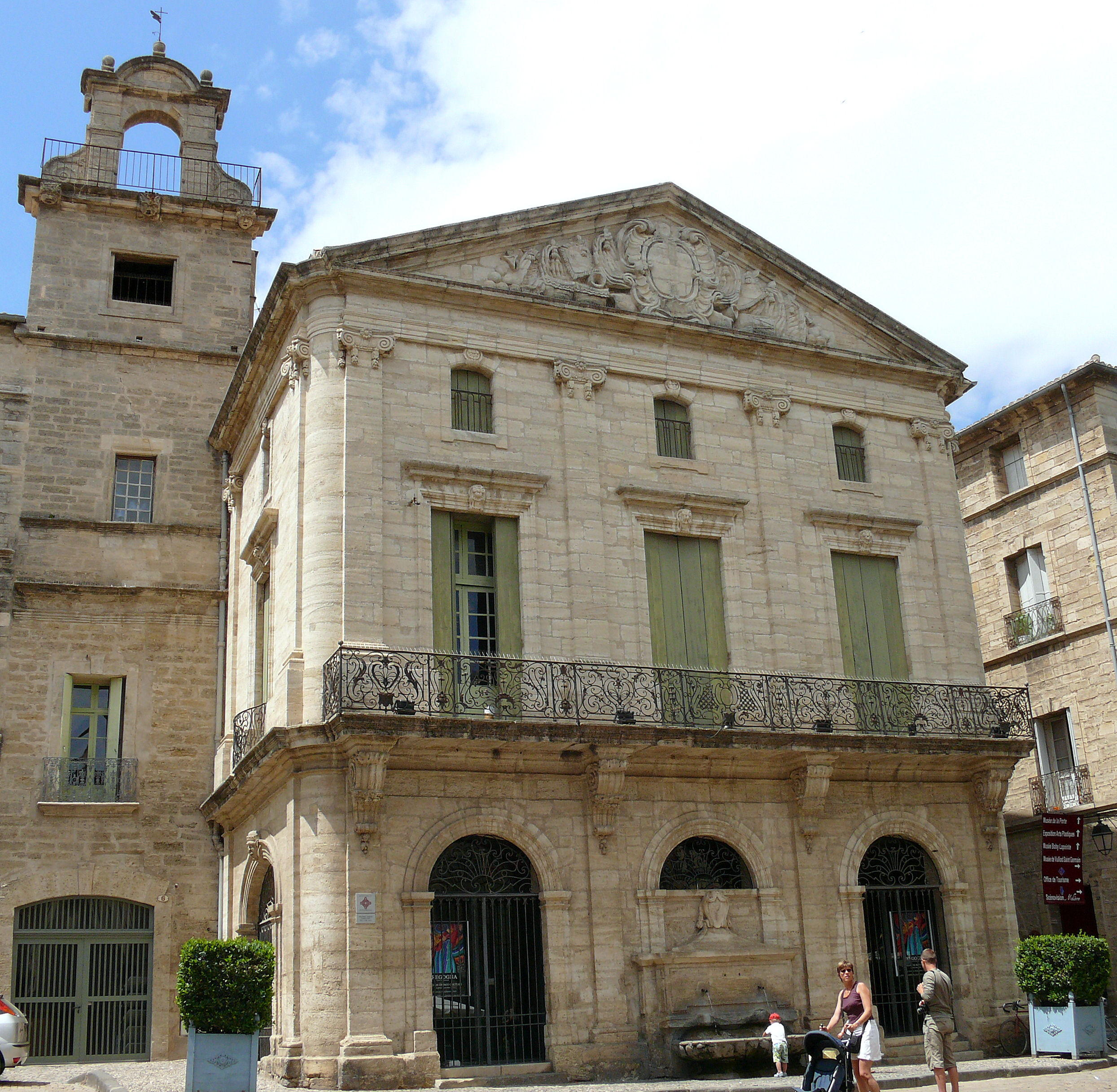
Maison consulaire de Pézenas.

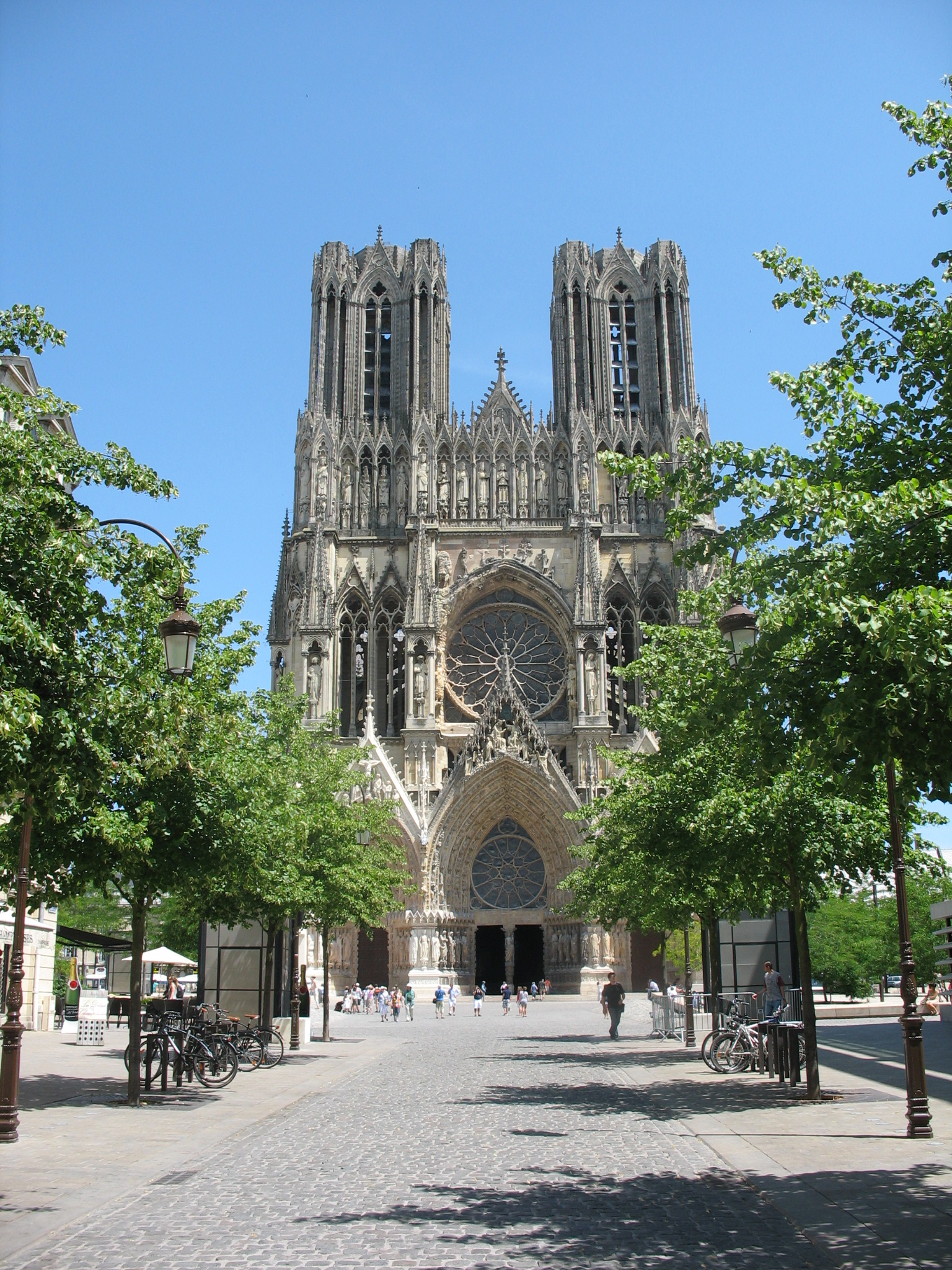
Cathédrale Notre-Dame de Reims.

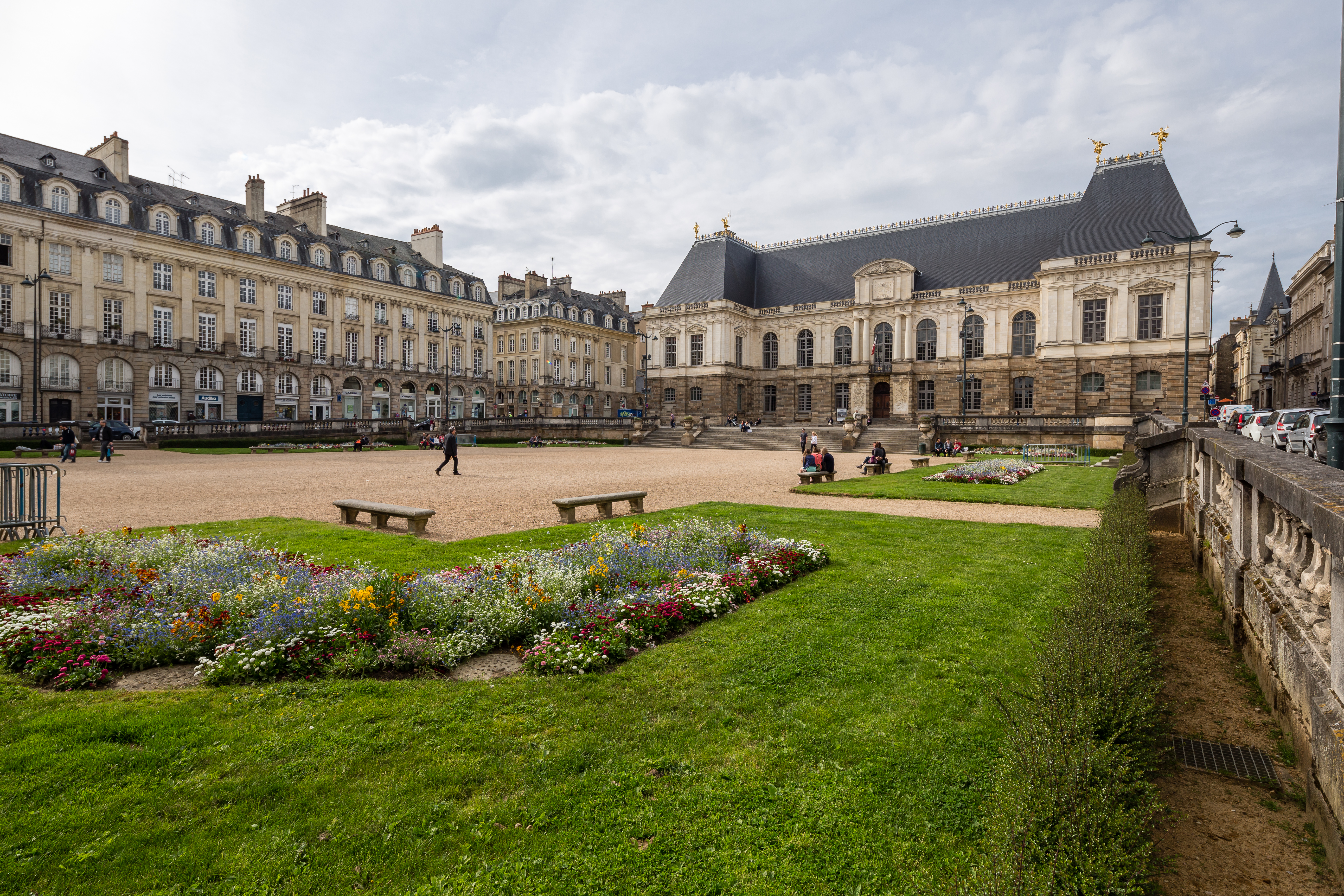
La place du Parlement de Bretagne à Rennes.

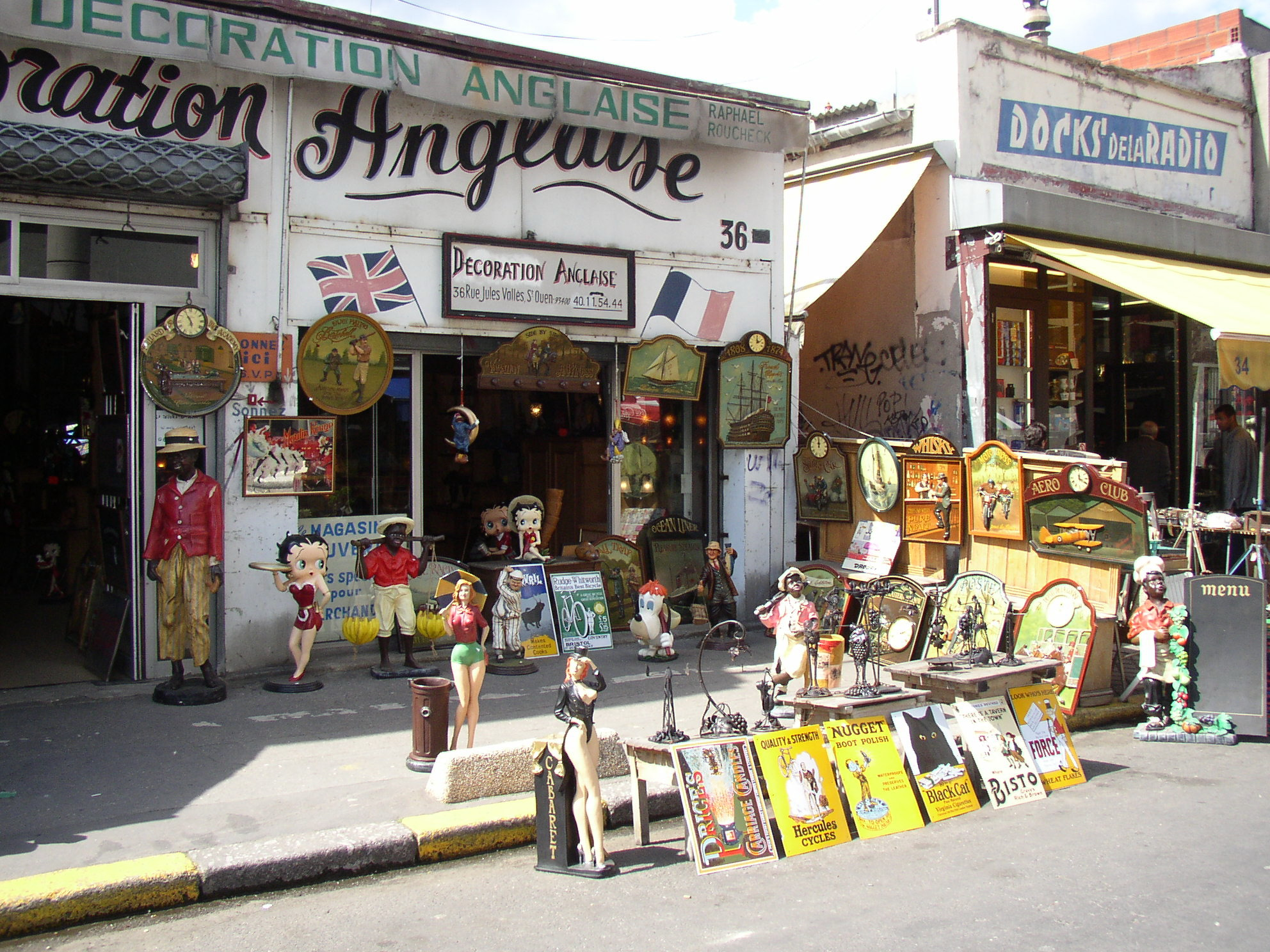
Les puces de Saint-Ouen, dans la communauté d'agglomération Plaine Commune.

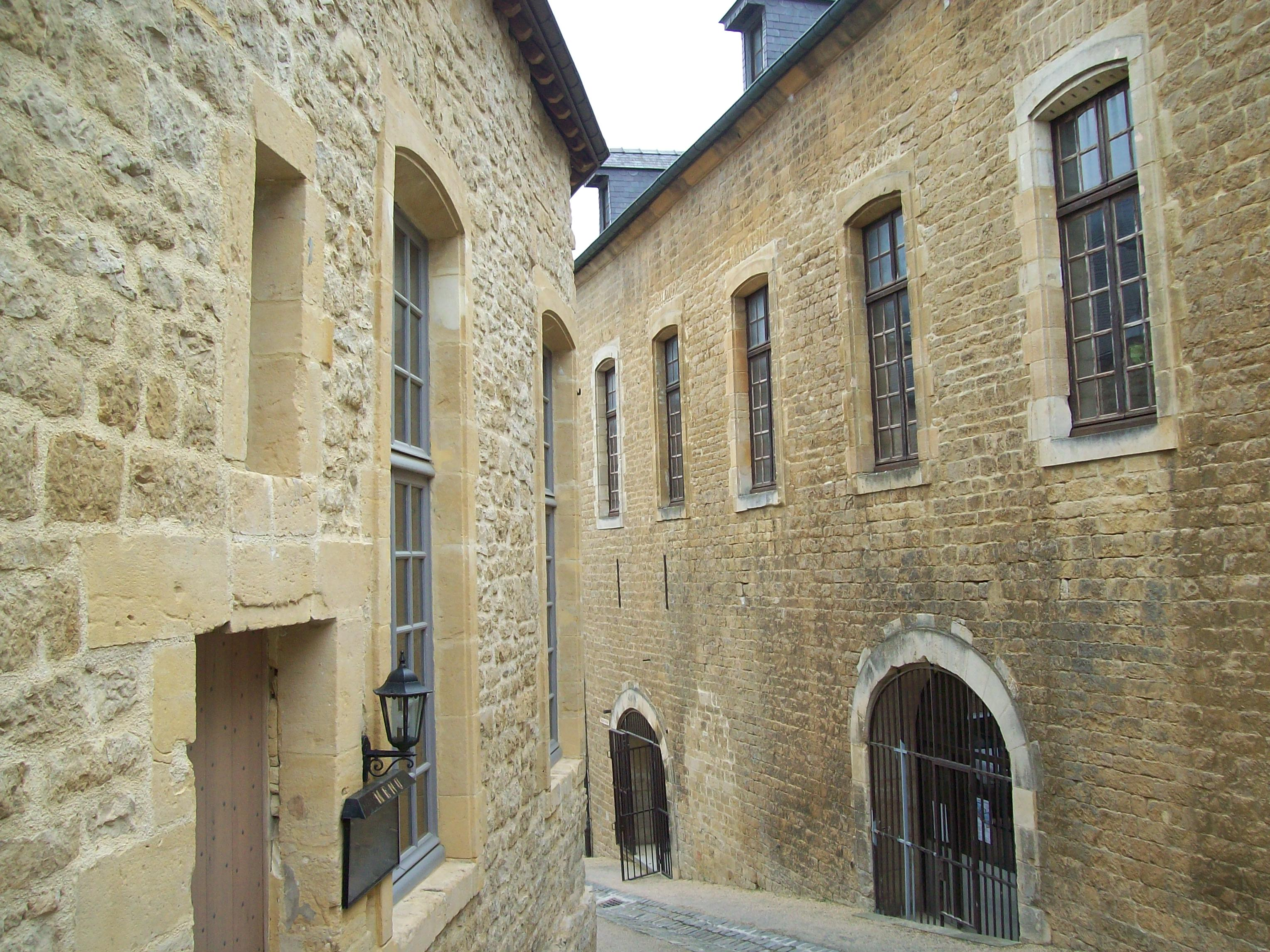
Château de Sedan.

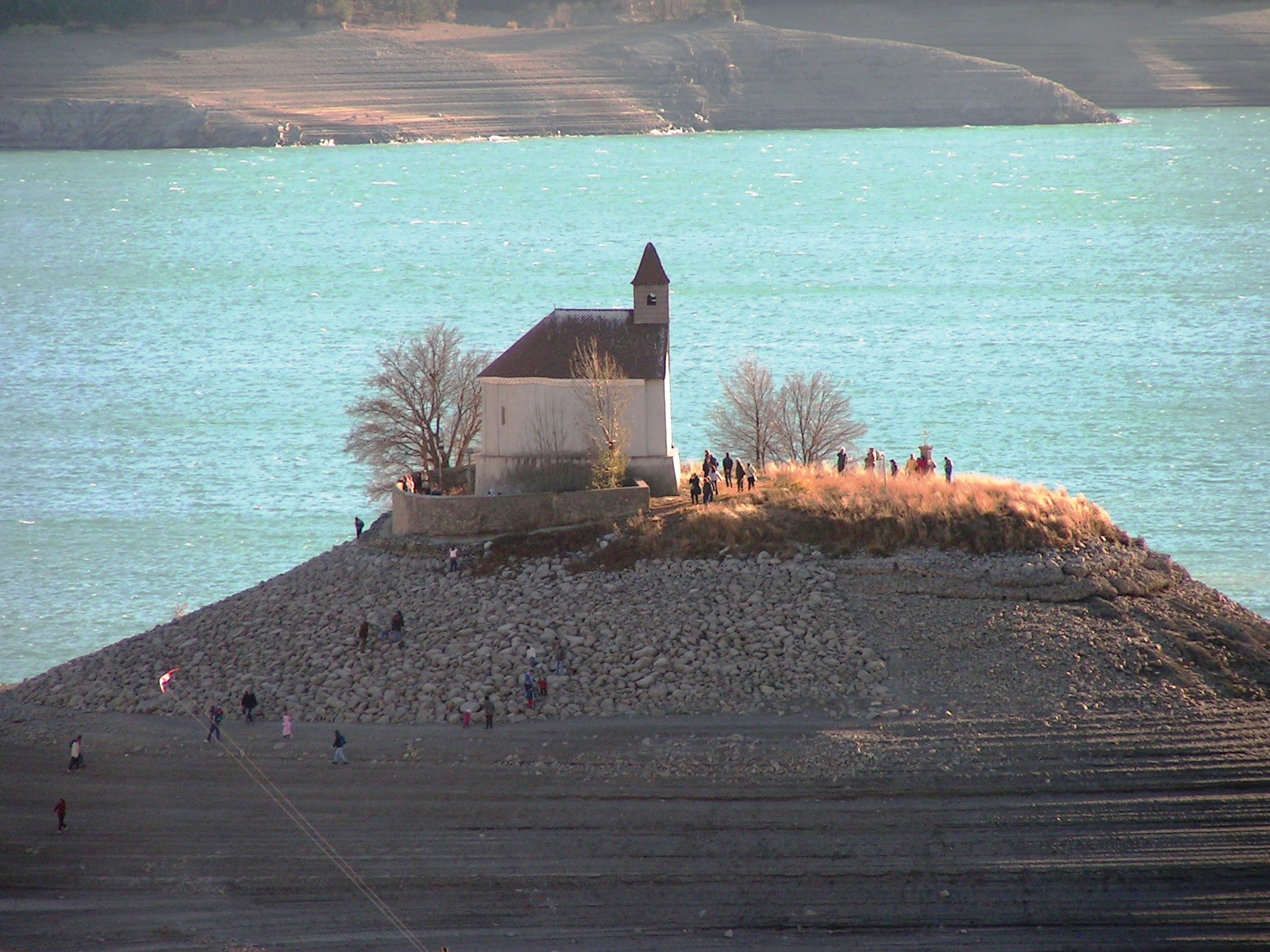
La chapelle Saint-Michel en Serre-Ponçon Guillestrois-Queyras

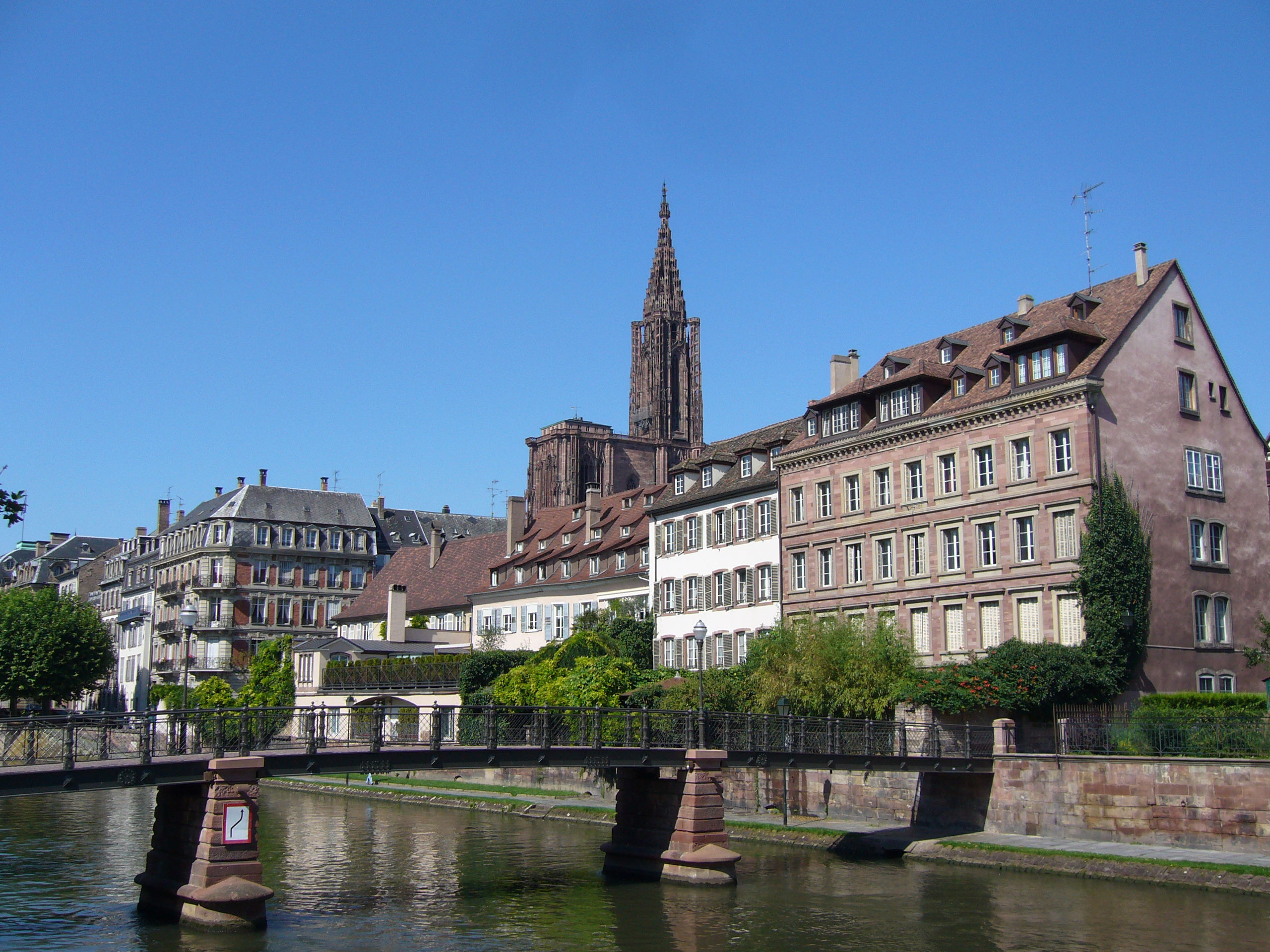
Strasbourg.

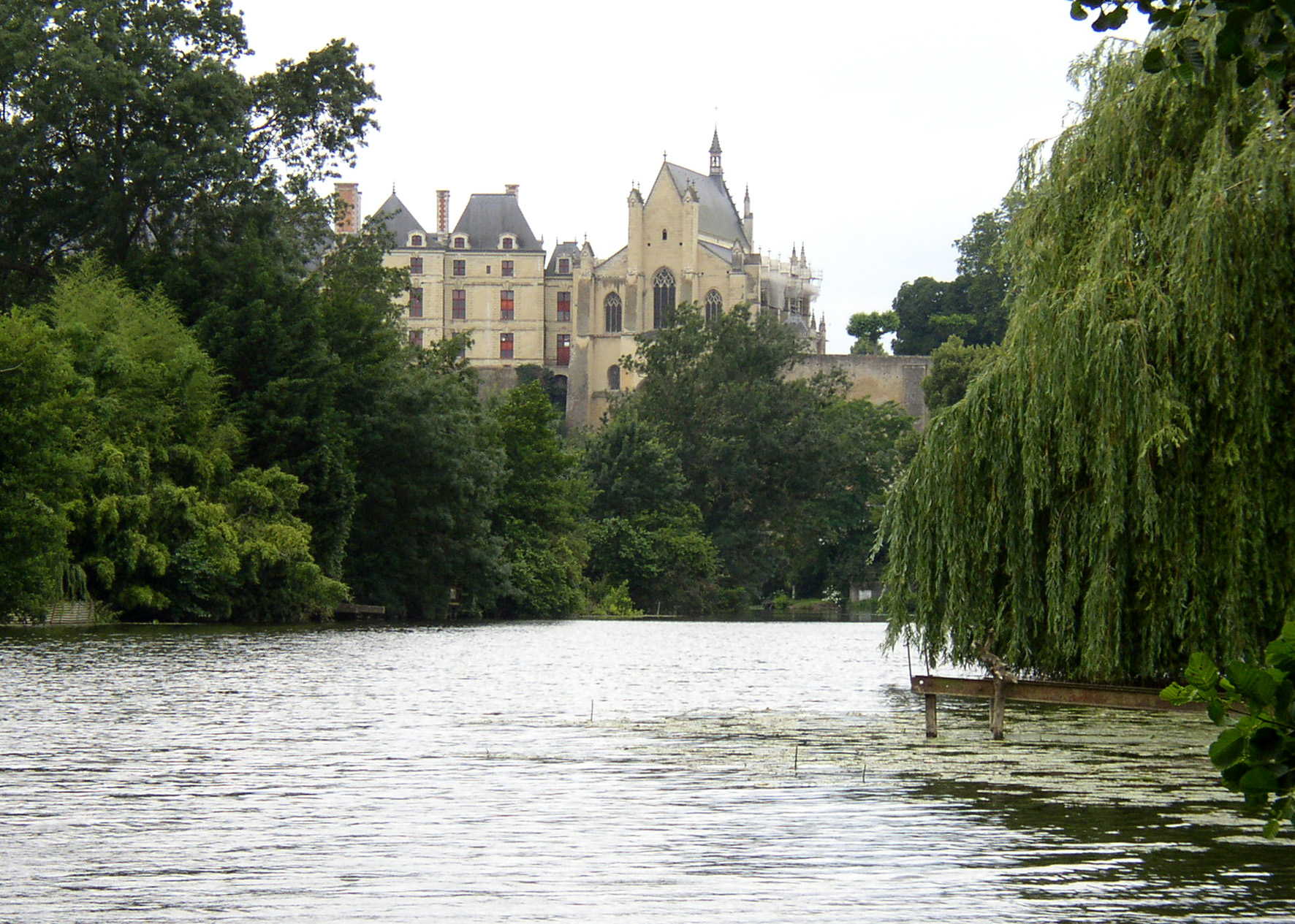
Thouars.

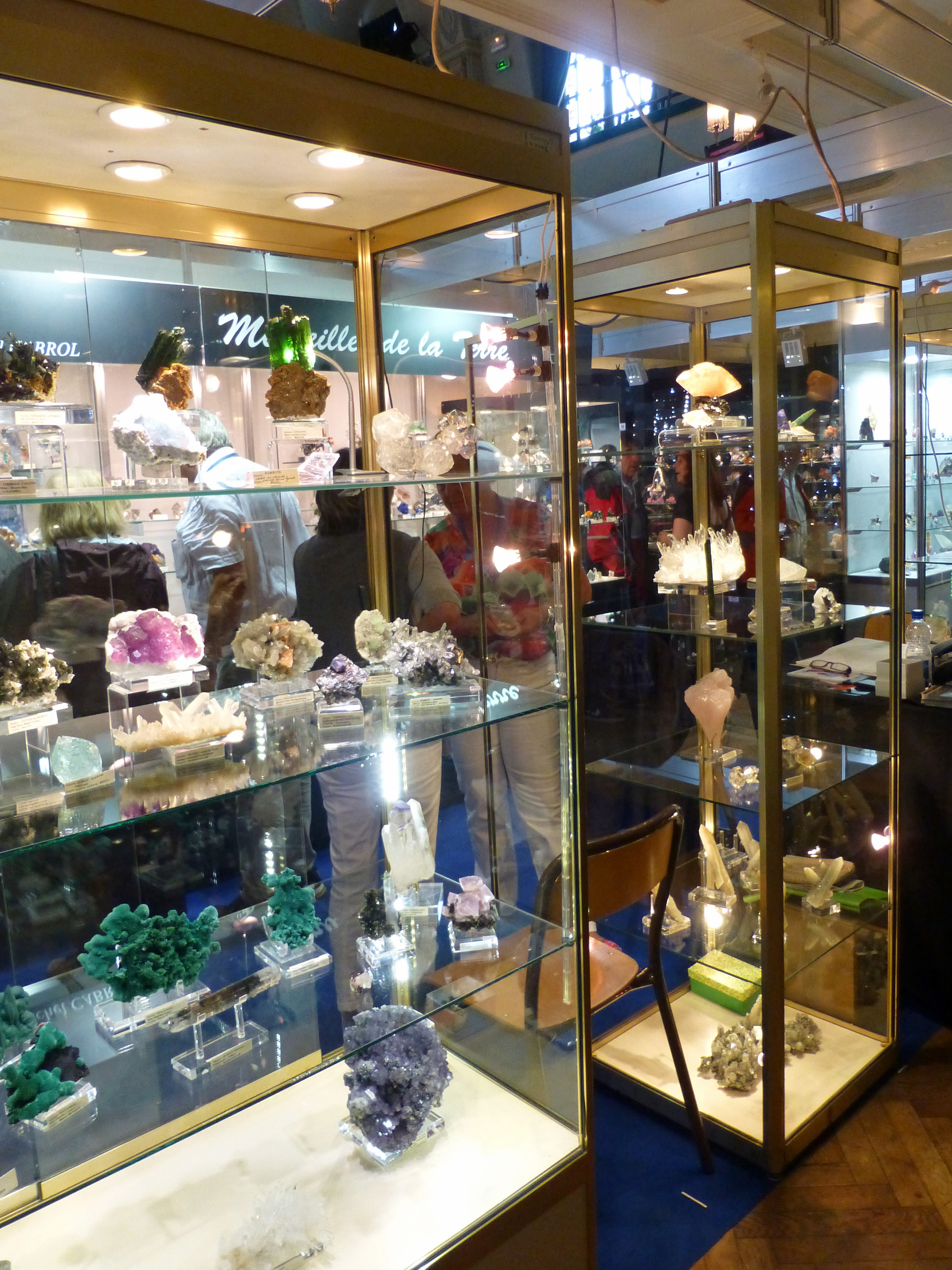
Exposition minéralogique dans le Val d'Argent (Sainte-Marie-aux-Mines).

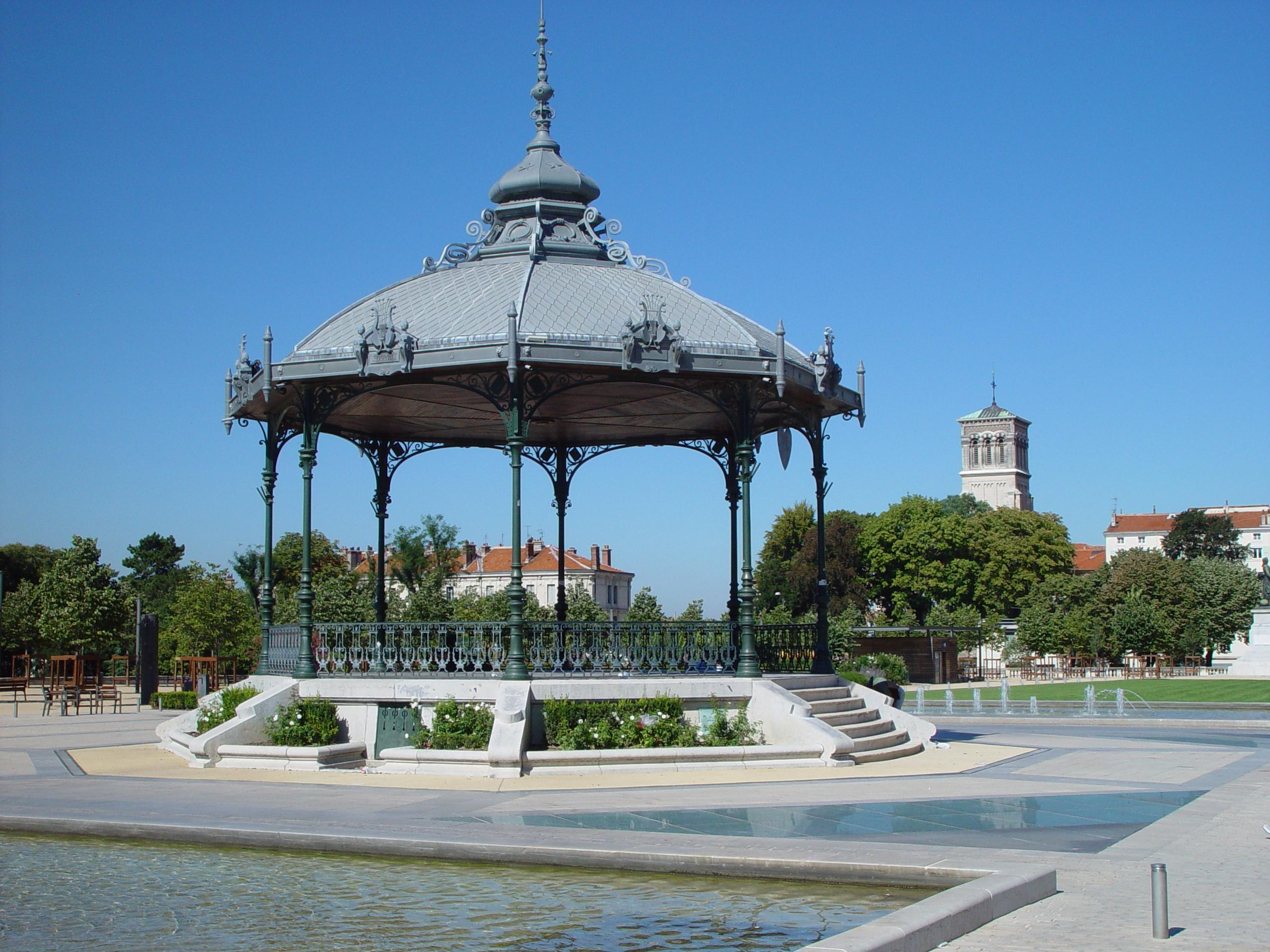
Le Kiosque Peynet à Valence.

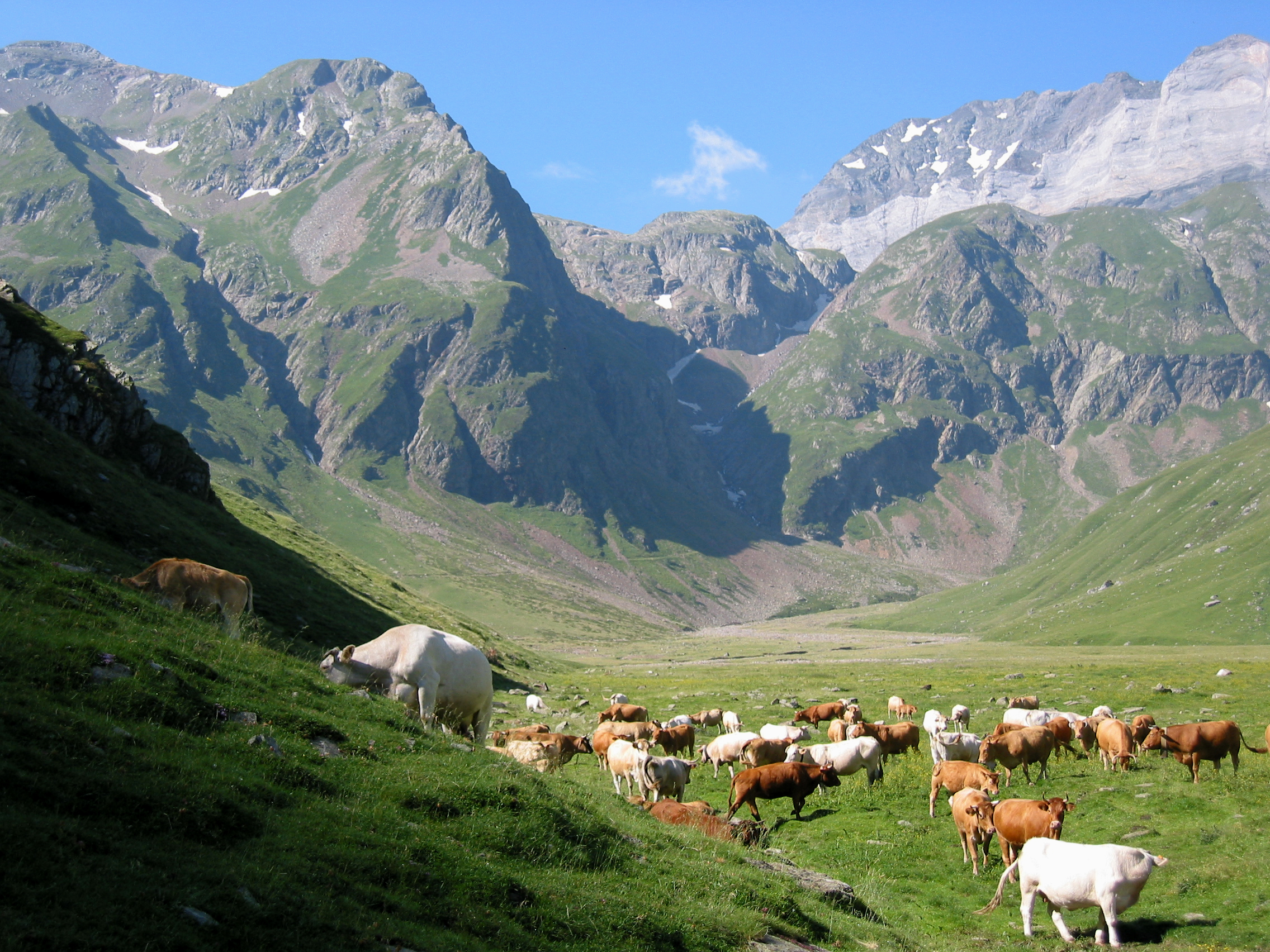
La vallée d'Aure.

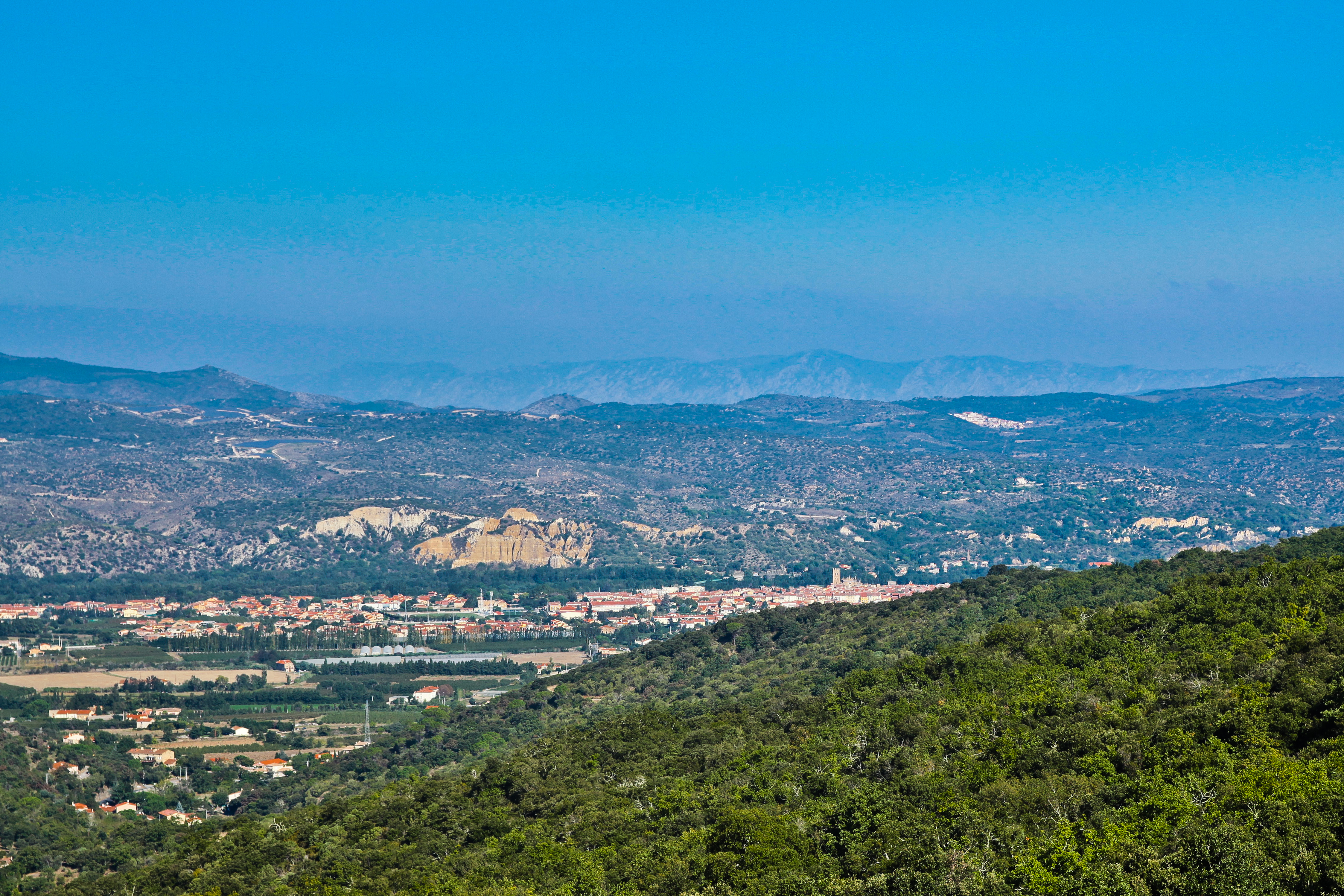
Ille-sur-Têt, dans la vallée de la Têt (Pyrénées-Orientales).

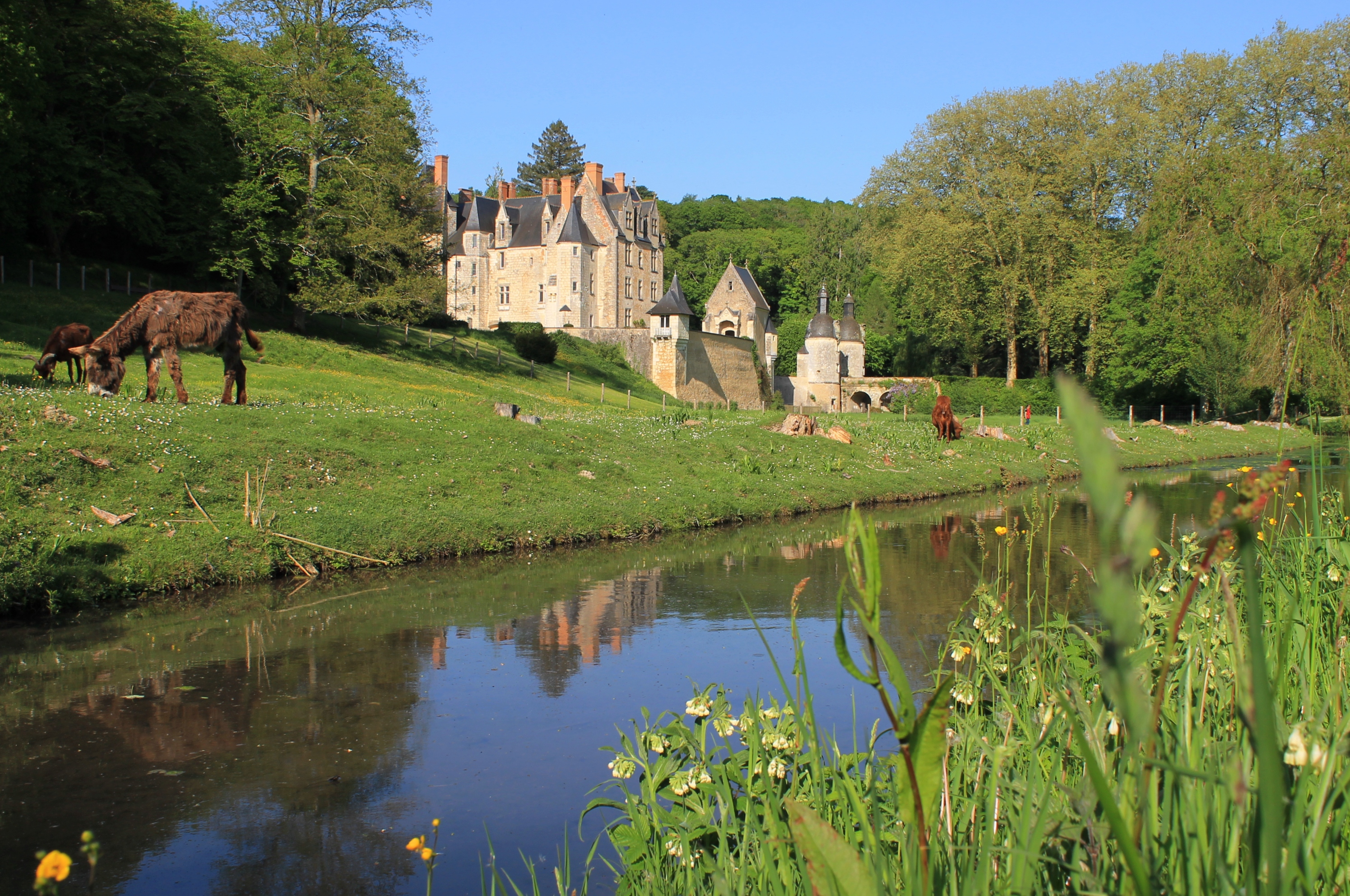
Le château de Courtanvaux en Perche Sarthois.

En décembre 2019, on recensait 202 villes et pays d'art et d'histoire, dont 123 villes et 79 pays.
En 2024, le ministère de la culture français publie son "Patrimostat" annuel et annonce 203 territoires labellisés dont 123 villes et 80 pays pour l'année 2023.
| P/V | Nom                                                                     | Département(s)          | Région(s)                                      | Nombre de communes | Création |
| --- | ----------------------------------------------------------------------- | ----------------------- | ---------------------------------------------- | ------------------ | -------- |
| P   | Pays Dombes Saône Vallée                                                | Ain                     | Auvergne-Rhône-Alpes                           | 19                 | 2008,    |
| P   | Vivarais méridional                                                     | Ardèche                 | Auvergne-Rhône-Alpes                           | 37                 | 2011     |
| P   | Saint-Flour Communauté                                                  | Cantal                  | Auvergne-Rhône-Alpes                           | 31                 | 2004     |
| P   | Valence Romans Agglo                                                    | Drôme                   | Auvergne-Rhône-Alpes                           | 54                 | 2016     |
| V   | Vienne                                                                  | Isère                   | Auvergne-Rhône-Alpes                           | 1                  | 1990     |
| V   | Grenoble                                                                | Isère                   | Auvergne-Rhône-Alpes                           | 1                  | 2017     |
| P   | Pays Voironnais                                                         | Isère                   | Auvergne-Rhône-Alpes                           | 31                 | 2013     |
| P   | Pays du Forez                                                           | Loire                   | Auvergne-Rhône-Alpes                           | 126                | 1999,    |
| V   | Saint-Étienne                                                           | Loire                   | Auvergne-Rhône-Alpes                           | 1                  | 2000     |
| P   | Pays du Haut-Allier                                                     | Haute-Loire             | Auvergne-Rhône-Alpes                           | 118                | 1998     |
| P   | Agglomération du Puy-en-Velay                                           | Haute-Loire             | Auvergne-Rhône-Alpes                           | 72                 | 2005     |
| P   | Billom Communauté                                                       | Puy-de-Dôme             | Auvergne-Rhône-Alpes                           | 25                 | 2009     |
| P   | Clermont Auvergne Métropole                                             | Puy-de-Dôme             | Auvergne-Rhône-Alpes                           | 21                 | 2024     |
| P   | Agglo Pays d'Issoire                                                    | Puy-de-Dôme             | Auvergne-Rhône-Alpes                           | 87                 | 2006     |
| P   | Pays de Riom Limagne et Volcans                                         | Puy-de-Dôme             | Auvergne-Rhône-Alpes                           | 11                 | 2005     |
| P   | Beaujolais (Villefranche Beaujolais Saône et Beaujolais Pierres Dorées) | Rhône                   | Auvergne-Rhône-Alpes                           | 50                 | 2019,    |
| V   | Albertville                                                             | Savoie                  | Auvergne-Rhône-Alpes                           | 1                  | 2003     |
| V   | Aix-les-Bains                                                           | Savoie                  | Auvergne-Rhône-Alpes                           | 1                  | 2013     |
| V   | Chambéry                                                                | Savoie                  | Auvergne-Rhône-Alpes                           | 1                  | 1985     |
| P   | Hautes vallées de la Savoie                                             | Savoie                  | Auvergne-Rhône-Alpes                           | 94                 | 1991,    |
| P   | Agglomération d'Annecy                                                  | Haute-Savoie            | Auvergne-Rhône-Alpes                           | 12                 | 2003     |
| P   | Pays d'Évian - Vallée d'Abondance                                       | Haute-Savoie            | Auvergne-Rhône-Alpes                           | 22                 | 2003     |
| P   | Pays du Mont-Blanc et Vallée de Chamonix Mont-Blanc                     | Haute-Savoie            | Auvergne-Rhône-Alpes                           | 14                 | 2023,    |
| P   | Moulins Communauté                                                      | Allier & Nièvre         | Auvergne-Rhône-Alpes & Bourgogne-Franche-Comté | 44                 | 2019,    |
| V   | Dijon                                                                   | Côte-d'Or               | Bourgogne-Franche-Comté                        | 1                  | 2008     |
| P   | Auxois Morvan                                                           | Côte-d'Or               | Bourgogne-Franche-Comté                        | 258                | 2005     |
| V   | Besançon                                                                | Doubs                   | Bourgogne-Franche-Comté                        | 1                  | 1986     |
| P   | Pays de Montbéliard                                                     | Doubs                   | Bourgogne-Franche-Comté                        | 29                 | 1992     |
| V   | Dole                                                                    | Jura                    | Bourgogne-Franche-Comté                        | 1                  | 1992     |
| P   | Pays du Revermont                                                       | Jura                    | Bourgogne-Franche-Comté                        | 63                 | 2009     |
| V   | La Charité-sur-Loire                                                    | Nièvre                  | Bourgogne-Franche-Comté                        | 1                  | 2011     |
| V   | Nevers                                                                  | Nièvre                  | Bourgogne-Franche-Comté                        | 1                  | 1989     |
| V   | Autun                                                                   | Saône-et-Loire          | Bourgogne-Franche-Comté                        | 1                  | 1992     |
| V   | Chalon-sur-Saône                                                        | Saône-et-Loire          | Bourgogne-Franche-Comté                        | 1                  | 1995     |
| P   | Pays Charolais-Brionnais                                                | Saône-et-Loire          | Bourgogne-Franche-Comté                        | 129                | 2007     |
| P   | Pays « Entre Cluny et Tournus »                                         | Saône-et-Loire          | Bourgogne-Franche-Comté                        | 82                 | 2010     |
| P   | L'Auxerrois                                                             | Yonne                   | Bourgogne-Franche-Comté                        | 29                 | 2020     |
| P   | Communauté de communes du Jovinien                                      | Yonne                   | Bourgogne-Franche-Comté                        | 19                 | 2021     |
| V   | Belfort                                                                 | Territoire de Belfort   | Bourgogne-Franche-Comté                        | 1                  | 2013     |
| V   | Dinan                                                                   | Côtes-d'Armor           | Bretagne                                       | 1                  | 1985     |
| P   | Pays du Trégor                                                          | Côtes-d'Armor           | Bretagne                                       | 57                 | 2023     |
| V   | Brest                                                                   | Finistère               | Bretagne                                       | 1                  | 2017     |
| V   | Concarneau                                                              | Finistère               | Bretagne                                       | 1                  | 2002     |
| V   | Quimper                                                                 | Finistère               | Bretagne                                       | 1                  | 1989     |
| P   | Pays de Morlaix                                                         | Finistère               | Bretagne                                       | 59                 | 2006     |
| P   | Pays de Quimperlé                                                       | Finistère               | Bretagne                                       | 16                 | 2019     |
| V   | Dinard                                                                  | Ille-et-Vilaine         | Bretagne                                       | 1                  | 2002     |
| V   | Fougères                                                                | Ille-et-Vilaine         | Bretagne                                       | 1                  | 1985     |
| P   | Rennes Métropole                                                        | Ille-et-Vilaine         | Bretagne                                       | 43                 | 1986     |
| V   | Vitré                                                                   | Ille-et-Vilaine         | Bretagne                                       | 1                  | 1999     |
| V   | Lorient                                                                 | Morbihan                | Bretagne                                       | 1                  | 2006     |
| P   | Golfe du Morbihan - Vannes Agglomération                                | Morbihan                | Bretagne                                       | 34                 | 2023     |
| P   | Pays des Rohan                                                          | Morbihan                | Bretagne                                       | 35                 | 2020     |
| P   | Auray Quiberon Terre Atlantique                                         | Morbihan                | Bretagne                                       | 24                 | 2025     |
| V   | Bourges                                                                 | Cher                    | Centre-Val de Loire                            | 1                  | 1992     |
| P   | Pays Loire Val d'Aubois                                                 | Cher                    | Centre-Val de Loire                            | 50                 | 2010     |
| V   | Chinon                                                                  | Indre-et-Loire          | Centre-Val de Loire                            | 1                  | 2000     |
| V   | Loches                                                                  | Indre-et-Loire          | Centre-Val de Loire                            | 1                  | 2000     |
| P   | Pays Loire Touraine                                                     | Indre-et-Loire          | Centre-Val de Loire                            | 55                 | 2009     |
| V   | Tours                                                                   | Indre-et-Loire          | Centre-Val de Loire                            | 1                  | 1988     |
| V   | Blois                                                                   | Loir-et-Cher            | Centre-Val de Loire                            | 1                  | 1986     |
| P   | Pays de la Vallée du Cher et du Romorantinais                           | Loir-et-Cher            | Centre-Val de Loire                            | 48                 | 2014     |
| V   | Vendôme                                                                 | Loir-et-Cher            | Centre-Val de Loire                            | 1                  | 1986     |
| V   | Orléans                                                                 | Loiret                  | Centre-Val de Loire                            | 1                  | 2009     |
| V   | Ajaccio                                                                 | Corse-du-Sud            | Corse                                          | 1                  | 2012     |
| V   | Bonifacio                                                               | Corse-du-Sud            | Corse                                          | 1                  | 2019     |
| V   | Sartène                                                                 | Corse-du-Sud            | Corse                                          | 1                  | 2008     |
| V   | Bastia                                                                  | Haute-Corse             | Corse                                          | 1                  | 2000     |
| V   | Charleville-Mézières                                                    | Ardennes                | Grand Est                                      | 1                  | 2013     |
| V   | Sedan                                                                   | Ardennes                | Grand Est                                      | 1                  | 2000     |
| V   | Troyes                                                                  | Aube                    | Grand Est                                      | 1                  | 2010     |
| V   | Châlons-en-Champagne                                                    | Marne                   | Grand Est                                      | 1                  | 2007     |
| V   | Reims                                                                   | Marne                   | Grand Est                                      | 1                  | 1987     |
| P   | Pays de Langres                                                         | Haute-Marne             | Grand Est                                      | 168                | 2021     |
| V   | Lunéville                                                               | Meurthe-et-Moselle      | Grand Est                                      | 1                  | 2019     |
| V   | Bar-le-Duc                                                              | Meuse                   | Grand Est                                      | 1                  | 2003     |
| P   | Grand Verdun                                                            | Meuse                   | Grand Est                                      | 25                 | 2024     |
| V   | Metz                                                                    | Moselle                 | Grand Est                                      | 1                  | 2011     |
| V   | Strasbourg                                                              | Bas-Rhin                | Grand Est                                      | 1                  | 2013     |
| V   | Sélestat                                                                | Bas-Rhin                | Grand Est                                      | 1                  | 2016     |
| P   | Pays de Guebwiller                                                      | Haut-Rhin               | Grand Est                                      | 19                 | 2004     |
| V   | Mulhouse                                                                | Haut-Rhin               | Grand Est                                      | 1                  | 2008     |
| P   | Pays du Val d'Argent                                                    | Haut-Rhin               | Grand Est                                      | 4                  | 2005     |
| P   | Pays d'Épinal Cœur des Vosges                                           | Vosges                  | Grand Est                                      | 172                | 2014     |
| V   | Basse-Terre                                                             | Guadeloupe              | Guadeloupe                                     | 1                  | 1995     |
| V   | Pointe-à-Pitre                                                          | Guadeloupe              | Guadeloupe                                     | 1                  | 2003     |
| V   | Saint-Laurent-du-Maroni                                                 | Guyane                  | Guyane                                         | 1                  | 2005     |
| P   | Pays des Estuaires Maroni - Mana                                        | Guyane                  | Guyane                                         | 2                  | 2013     |
| V   | Laon                                                                    | Aisne                   | Hauts-de-France                                | 1                  | 1990     |
| V   | Saint-Quentin                                                           | Aisne                   | Hauts-de-France                                | 1                  | 2006     |
| V   | Soissons                                                                | Aisne                   | Hauts-de-France                                | 1                  | 1988     |
| V   | Cambrai                                                                 | Nord                    | Hauts-de-France                                | 1                  | 1992     |
| V   | Lille                                                                   | Nord                    | Hauts-de-France                                | 1                  | 2004     |
| V   | Roubaix                                                                 | Nord                    | Hauts-de-France                                | 1                  | 2001     |
| V   | Tourcoing                                                               | Nord                    | Hauts-de-France                                | 1                  | 2017     |
| V   | Beauvais                                                                | Oise                    | Hauts-de-France                                | 1                  | 2012     |
| V   | Chantilly                                                               | Oise                    | Hauts-de-France                                | 1                  | 2007     |
| V   | Noyon                                                                   | Oise                    | Hauts-de-France                                | 1                  | 1998     |
| P   | Pays de Senlis à Ermenonville                                           | Oise                    | Hauts-de-France                                | 4                  | 2015     |
| V   | Boulogne-sur-Mer                                                        | Pas-de-Calais           | Hauts-de-France                                | 1                  | 1986     |
| V   | Calais                                                                  | Pas-de-Calais           | Hauts-de-France                                | 1                  | 2019     |
| P   | Pays de Lens-Liévin                                                     | Pas-de-Calais           | Hauts-de-France                                | 36                 | 2008     |
| P   | Pays de Saint-Omer                                                      | Pas-de-Calais           | Hauts-de-France                                | 32                 | 2013     |
| P   | Amiens Métropole                                                        | Somme                   | Hauts-de-France                                | 33                 | 2013     |
| P   | Ponthieu - baie de Somme                                                | Somme                   | Hauts-de-France                                | 48                 | 2023     |
| P   | Santerre Haute Somme                                                    | Somme                   | Hauts-de-France                                | 144                | 2021     |
| V   | Meaux                                                                   | Seine-et-Marne          | Île-de-France                                  | 1                  | 1988     |
| V   | Noisiel                                                                 | Seine-et-Marne          | Île-de-France                                  | 1                  | 2000     |
| V   | Rambouillet                                                             | Yvelines                | Île-de-France                                  | 1                  | 2006     |
| P   | Saint-Quentin-en-Yvelines                                               | Yvelines                | Île-de-France                                  | 12                 | 2006     |
| P   | Étampois                                                                | Essonne                 | Île-de-France                                  | 37                 | 2014     |
| V   | Boulogne-Billancourt                                                    | Hauts-de-Seine          | Île-de-France                                  | 1                  | 2004     |
| P   | Communauté d’agglomération Plaine Commune                               | Seine-Saint-Denis       | Île-de-France                                  | 9                  | 2014     |
| V   | Vincennes                                                               | Val-de-Marne            | Île-de-France                                  | 1                  | 2012     |
| V   | Pontoise                                                                | Val-d'Oise              | Île-de-France                                  | 1                  | 2006     |
| P   | Parc naturel régional du Vexin français                                 | Val-d'Oise & Yvelines   | Île-de-France                                  | 98                 | 2014     |
| V   | Saint-Denis                                                             | La Réunion              | La Réunion                                     | 1                  | 2011     |
| V   | Saint-Paul                                                              | La Réunion              | La Réunion                                     | 1                  | 2011     |
| P   | Pays des Portes du Sud                                                  | La Réunion              | La Réunion                                     | 1                  | 2011     |
| V   | Saint-Pierre                                                            | Martinique              | Martinique                                     | 1                  | 1990     |
| V   | Bernay                                                                  | Eure                    | Normandie                                      | 1                  | 2012     |
| V   | Évreux                                                                  | Eure                    | Normandie                                      | 1                  | 2024     |
| P   | Pays du Clos du Cotentin                                                | Manche                  | Normandie                                      | 35                 | 2001     |
| P   | Coutances Mer et Bocage                                                 | Manche                  | Normandie                                      | 48                 | 1989     |
| P   | Mont-Saint-Michel Normandie                                             | Manche                  | Normandie                                      | 95                 | 2025     |
| V   | Dieppe                                                                  | Seine-Maritime          | Normandie                                      | 1                  | 1985     |
| V   | Fécamp                                                                  | Seine-Maritime          | Normandie                                      | 1                  | 1992     |
| P   | Le Havre Seine Métropole                                                | Seine-Maritime          | Normandie                                      | 54                 | 2019     |
| P   | Métropole Rouen Normandie                                               | Seine-Maritime          | Normandie                                      | 71                 | 2012     |
| P   | GrandAngoulême                                                          | Charente                | Nouvelle-Aquitaine                             | 38                 | 1997     |
| V   | Cognac                                                                  | Charente                | Nouvelle-Aquitaine                             | 1                  | 2012     |
| P   | Pays du Confolentais                                                    | Charente                | Nouvelle-Aquitaine                             | 25                 | 2008     |
| P   | Île de Ré                                                               | Charente-Maritime       | Nouvelle-Aquitaine                             | 10                 | 2012     |
| V   | Rochefort                                                               | Charente-Maritime       | Nouvelle-Aquitaine                             | 1                  | 1987     |
| V   | Royan                                                                   | Charente-Maritime       | Nouvelle-Aquitaine                             | 1                  | 2011     |
| V   | Saintes                                                                 | Charente-Maritime       | Nouvelle-Aquitaine                             | 1                  | 1989     |
| P   | Pays des Hautes terres corréziennes et Ventadour                        | Corrèze                 | Nouvelle-Aquitaine                             | 51                 | 2011     |
| P   | Pays de Vézère Ardoise                                                  | Corrèze                 | Nouvelle-Aquitaine                             | 47                 | 2001     |
| V   | Bergerac                                                                | Dordogne                | Nouvelle-Aquitaine                             | 1                  | 2013     |
| V   | Périgueux                                                               | Dordogne                | Nouvelle-Aquitaine                             | 1                  | 1987,    |
| V   | Sarlat-la-Canéda                                                        | Dordogne                | Nouvelle-Aquitaine                             | 1                  | 2002     |
| V   | Bordeaux                                                                | Gironde                 | Nouvelle-Aquitaine                             | 1                  | 2009     |
| V   | La Réole                                                                | Gironde                 | Nouvelle-Aquitaine                             | 1                  | 2013     |
| V   | Dax                                                                     | Landes                  | Nouvelle-Aquitaine                             | 1                  | 2019     |
| P   | Grand Villeneuvois                                                      | Lot-et-Garonne          | Nouvelle-Aquitaine                             | 19                 | 2012     |
| V   | Bayonne                                                                 | Pyrénées-Atlantiques    | Nouvelle-Aquitaine                             | 1                  | 2011     |
| V   | Pau                                                                     | Pyrénées-Atlantiques    | Nouvelle-Aquitaine                             | 1                  | 2012     |
| P   | Pays des Pyrénées Béarnaises                                            | Pyrénées-Atlantiques    | Nouvelle-Aquitaine                             | 66                 | 2011     |
| P   | Pays de Saint-Jean de Luz et Ciboure                                    | Pyrénées-Atlantiques    | Nouvelle-Aquitaine                             | 2                  | 2016     |
| P   | Mellois en Poitou                                                       | Deux-Sèvres             | Nouvelle-Aquitaine                             | 58                 | 2008     |
| P   | Parthenay - Gâtine                                                      | Deux-Sèvres             | Nouvelle-Aquitaine                             | 39                 | 1993     |
| V   | Thouars                                                                 | Deux-Sèvres             | Nouvelle-Aquitaine                             | 1                  | 2001     |
| P   | Châtelleraudais                                                         | Vienne                  | Nouvelle-Aquitaine                             | 13                 | 2011     |
| P   | Vienne et Gartempe                                                      | Vienne                  | Nouvelle-Aquitaine                             | 55                 | 1987     |
| P   | Grand Poitiers                                                          | Vienne                  | Nouvelle-Aquitaine                             | 13                 | 2004     |
| V   | Limoges                                                                 | Haute-Vienne            | Nouvelle-Aquitaine                             | 1                  | 2008     |
| P   | Pays des Monts et Barrages                                              | Haute-Vienne            | Nouvelle-Aquitaine                             | 34                 | 1999     |
| P   | Pays des Pyrénées cathares                                              | Ariège                  | Occitanie                                      | 57                 | 2008     |
| V   | Carcassonne                                                             | Aude                    | Occitanie                                      | 1                  | 2015     |
| V   | Narbonne                                                                | Aude                    | Occitanie                                      | 1                  | 2006     |
| P   | Pays des Bastides du Rouergue                                           | Aveyron                 | Occitanie                                      | 6                  | 1992     |
| V   | Millau                                                                  | Aveyron                 | Occitanie                                      | 1                  | 2010     |
| P   | Rodez agglomération                                                     | Aveyron                 | Occitanie                                      | 8                  | 2014     |
| V   | Beaucaire                                                               | Gard                    | Occitanie                                      | 1                  | 2001     |
| V   | Nîmes                                                                   | Gard                    | Occitanie                                      | 1                  | 1986     |
| V   | Uzès                                                                    | Gard                    | Occitanie                                      | 1                  | 2008     |
| V   | Toulouse                                                                | Haute-Garonne           | Occitanie                                      | 1                  | 2019     |
| P   | Grand Auch                                                              | Gers                    | Occitanie                                      | 15                 | 2011     |
| V   | Béziers                                                                 | Hérault                 | Occitanie                                      | 1                  | 2019     |
| V   | Lodève                                                                  | Hérault                 | Occitanie                                      | 1                  | 2006     |
| P   | Montpellier Méditerranée Métropole                                      | Hérault                 | Occitanie                                      | 31                 | 2019,    |
| P   | Pays de Pézenas                                                         | Hérault                 | Occitanie                                      | 8                  | 2002     |
| P   | Pays du Haut Languedoc et Vignobles                                     | Hérault                 | Occitanie                                      | 102                | 2016     |
| V   | Cahors                                                                  | Lot                     | Occitanie                                      | 1                  | 2005     |
| P   | Grand-Figeac, Vallées du Lot et du Célé                                 | Lot                     | Occitanie                                      | 92                 | 2017     |
| P   | Causses et Vallée de la Dordogne                                        | Lot                     | Occitanie                                      | 77                 | 2001     |
| P   | Pays de Mende et Lot en Gévaudan                                        | Lozère                  | Occitanie                                      | 22                 | 2004     |
| P   | Pays des vallées d'Aure et du Louron                                    | Hautes-Pyrénées         | Occitanie                                      | 46                 | 2008     |
| P   | Conflent Canigó                                                         | Pyrénées-Orientales     | Occitanie                                      | 45                 | 2022     |
| V   | Perpignan                                                               | Pyrénées-Orientales     | Occitanie                                      | 1                  | 2001     |
| P   | Vallées catalanes du Tech et du Ter                                     | Pyrénées-Orientales     | Occitanie                                      | 31,                | 2010     |
| V   | Castres                                                                 | Tarn                    | Occitanie                                      | 1                  | 2022,    |
| V   | Gaillac                                                                 | Tarn                    | Occitanie                                      | 1                  | 2017     |
| P   | Midi-Quercy                                                             | Tarn-et-Garonne         | Occitanie                                      | 49                 | 2022     |
| V   | Moissac                                                                 | Tarn-et-Garonne         | Occitanie                                      | 1                  | 2012     |
| V   | Montauban                                                               | Tarn-et-Garonne         | Occitanie                                      | 1                  | 1998     |
| V   | Nantes                                                                  | Loire-Atlantique        | Pays de la Loire                               | 1                  | 2000     |
| V   | Guérande                                                                | Loire-Atlantique        | Pays de la Loire                               | 1                  | 2004     |
| P   | Pays du Vignoble nantais                                                | Loire-Atlantique        | Pays de la Loire                               | 29                 | 2011     |
| V   | Saint-Nazaire                                                           | Loire-Atlantique        | Pays de la Loire                               | 1                  | 2020     |
| V   | Angers                                                                  | Maine-et-Loire          | Pays de la Loire                               | 1                  | 1986     |
| V   | Saumur                                                                  | Maine-et-Loire          | Pays de la Loire                               | 1                  | 2007     |
| V   | Laval                                                                   | Mayenne                 | Pays de la Loire                               | 1                  | 1993     |
| P   | Pays Coëvrons-Mayenne                                                   | Mayenne                 | Pays de la Loire                               | 62                 | 2005     |
| V   | Le Mans                                                                 | Sarthe                  | Pays de la Loire                               | 1                  | 2003     |
| P   | Pays du Perche sarthois                                                 | Sarthe                  | Pays de la Loire                               | 83                 | 1998     |
| P   | Pays de la vallée du Loir                                               | Sarthe                  | Pays de la Loire                               | 57                 | 2005     |
| V   | Fontenay-le-Comte                                                       | Vendée                  | Pays de la Loire                               | 1                  | 2001     |
| V   | Les Sables-d'Olonne                                                     | Vendée                  | Pays de la Loire                               | 1                  | 2025     |
| V   | Arles                                                                   | Bouches-du-Rhône        | Provence-Alpes-Côte d'Azur                     | 1                  | 1986     |
| V   | Martigues                                                               | Bouches-du-Rhône        | Provence-Alpes-Côte d'Azur                     | 1                  | 2012     |
| P   | Alpes Provence Verdon                                                   | Alpes-de-Haute-Provence | Provence-Alpes-Côte d'Azur                     | 41                 | 2023,    |
| P   | Serre-Ponçon Guillestrois-Queyras                                       | Hautes-Alpes            | Provence-Alpes-Côte d'Azur                     | 32                 | 2011     |
| V   | Briançon                                                                | Hautes-Alpes            | Provence-Alpes-Côte d'Azur                     | 1                  | 1990     |
| V   | Grasse                                                                  | Alpes-Maritimes         | Provence-Alpes-Côte d'Azur                     | 1                  | 2003     |
| V   | Menton                                                                  | Alpes-Maritimes         | Provence-Alpes-Côte d'Azur                     | 1                  | 1991     |
| V   | Nice                                                                    | Alpes-Maritimes         | Provence-Alpes-Côte d'Azur                     | 1                  | 2019     |
| P   | Pays de Vence                                                           | Alpes-Maritimes         | Provence-Alpes-Côte d'Azur                     | 7                  | 2025     |
| V   | Fréjus                                                                  | Var                     | Provence-Alpes-Côte d'Azur                     | 1                  | 1987     |
| V   | Hyères                                                                  | Var                     | Provence-Alpes-Côte d'Azur                     | 1                  | 2013     |
| P   | Pays de la Provence verte Verdon                                        | Var                     | Provence-Alpes-Côte d'Azur                     | 43                 | 2005     |
| P   | Ventoux Comtat Venaissin                                                | Vaucluse                | Provence-Alpes-Côte d'Azur                     | 25                 | 1998     |

### Territoires candidats
(Liste non exhaustive)

#### Nouveaux territoires
- Bassin de Decazeville-Aubin (Aveyron)[74]
- Belley - Bugey Sud (Ain)[75]
- Pays Sud Creusois (Creuse)
- Parc naturel régional Périgord-Limousin (Dordogne et Haute-Vienne)
- Dreux (Eure-et-Loir)
- Communauté de communes Les Balcons du Dauphiné (Isère)[76]
- Châteaubriant (Loire-Atlantique)
- Pornic (Loire-Atlantique)
- Granville (Manche)
- Limoux (Aude)[77]
- Épernay (Marne)[78]
- Passy (Haute-Savoie)
- Samoëns (Haute-Savoie)
- Abbeville (Somme)
- Pays du Vignoble Gaillacois (Tarn)
- Sud-Gironde (Gironde)[79],[80]
- Auray Quiberon Terre Atlantique (Morbihan)[81],[82]

- Saint-Germain-en-Laye (Yvelines)[83]
- Vallée des Peintres entre Berry et Limousin (Creuse et Indre)[84]
- Couesnon Marches de Bretagne (Ille-et-Vilaine)[85]
- Communauté de communes des Villes Sœurs (Seine-Maritime et Somme)

#### Transformation de Villes en Pays
- Soissons (Aisne)
- Martigues (Bouches-du-Rhône)
- Sartène (Corse-du-Sud)
- Pays du Périgord Noir (à partir de Sarlat) (Dordogne)
- Grand Figeac (Lot)
- Lorient (Morbihan)
- Beauvais (Oise)
- Albertville (Savoie)
- Noisiel (Seine-et-Marne)
- Moissac (Tarn-et-Garonne)

### Anciens territoires labellisés
- Auray (Morbihan)
- Caen (Calvados)
- Marseille (Bouches-du-Rhône)
- Montluçon (Allier)
- Orange (Vaucluse)
- Saint-Malo (Ille-et-Vilaine)
- Pays d'Auge (Calvados)[86]
- Pays du Béarn des Gaves[87]
- Pays de la vallée de la Têt[88]
- Vallées de Roya et Bévéra[89]
- Pays de l'Isle Crémieu (Isère)[90]

### Sites patrimoniaux remarquables
Par ailleurs, il existait 97 secteurs sauvegardés et 610 zones de protection du patrimoine architectural, urbain et paysager (ZPPAUP) devenues des aires de mise en valeur de l'architecture et du patrimoine (AMVAP) en 2010.
En 2016, les secteurs sauvegardés et AMVAP ont été fusionnés en sites patrimoniaux remarquables. Une association, Sites & cités remarquables de France, présidée par Martin Malvy, réunit les responsables de ces sites.

## Lettre ouverte
En 2016, les onze associations les plus importantes qui se consacrent à la sauvegarde du patrimoine français font connaître, d'une même voix, leur expérience et leur analyse prospective aux Français et à leurs élus que le Patrimoine est une richesse et une chance. Elles formulent dans une lettre ouverte publiée[Quand ?] sous forme d'ouvrage vingt-deux propositions pour une gouvernance améliorée, une transmission simplifiée et une gestion économique et durable du patrimoine.